# 25. Juni
Der 25. Juni ist der 176. Tag des gregorianischen Kalenders (der 177. in Schaltjahren), somit verbleiben noch 189 Tage bis zum Jahresende.

## Ereignisse

### Politik und Weltgeschehen
- 0524: Im Burgundenkrieg kommt es zur Schlacht bei Vézeronce. Nach dem Sieg der burgundischen Truppen unter Godomar II. und dem Tod ihres Königs Chlodomer ziehen sich die Franken aus Burgund zurück.
- 0841: In der Schlacht von Fontenoy besiegen Karl der Kahle und Ludwig der Deutsche ihren Bruder Lothar I.

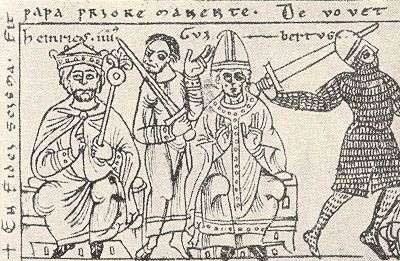
1080: Heinrich IV. (links) und Clemens III. (Mitte)

- 1080: Der deutsche König Heinrich IV. reagiert auf den von Papst Gregor VII. im Investiturstreit neuerlich über ihn verhängten Kirchenbann, indem er auf der Synode in Brixen Clemens III. als Gegenpapst wählen lässt.
- 1183: Der Friede von Konstanz zwischen Kaiser Friedrich I. Barbarossa und den oberitalienischen Städten macht den Lombardenbund zur Dauereinrichtung. Mailand erhält innerhalb des Bundes eine Vormachtstellung.
- 1525: Nachdem die Bauern in der Schlacht bei Pfeddersheim im Pfälzischen Bauernkrieg am Tag zuvor kapituliert haben, wird den nichtpfälzischen Bauern befohlen, unbewaffnet die Reichsstadt Pfeddersheim zu verlassen. Etwa 3.000 Menschen folgen der Aufforderung. Sie ist mit der Auflage verbunden, nicht zu fliehen. Als es dennoch zu Fluchtversuchen kommt, richten die Truppen des Kurfürsten Ludwig V. ein Blutbad unter den Rebellen an, das 800 von ihnen das Leben kostet.

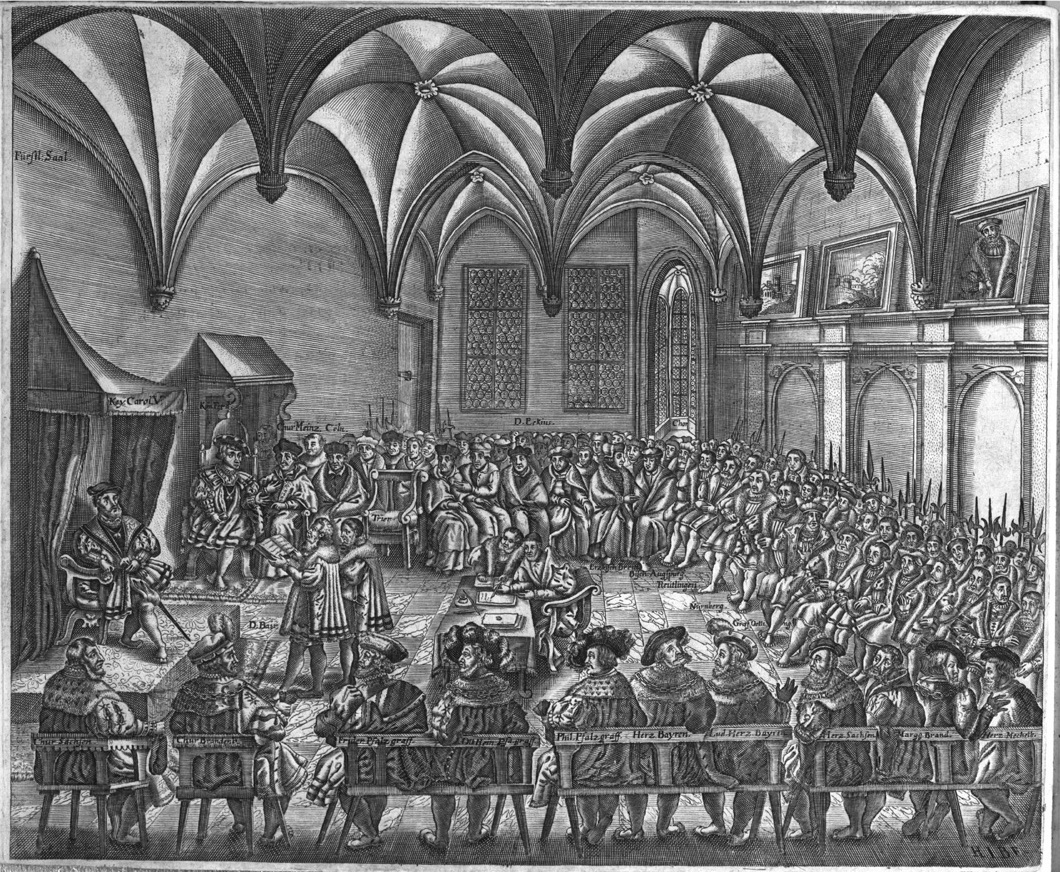
1530: Verlesung der Confessio Augustana

- 1530: Auf dem Reichstag zu Augsburg überreichen Vertreter der protestantischen Stände die Confessio Augustana dem Kaiser Karl V.
- 1645: Mit der Landung von etwa 60.000 osmanischen Soldaten bei La Canea beginnt der Krieg um Kreta, das von der Republik Venedig beherrscht wird.
- 1788: Virginia ratifiziert als zehnte der ehemaligen Dreizehn Kolonien die Verfassung der Vereinigten Staaten und wird damit der zehnte Bundesstaat der USA.
- 1806: Eine britische Invasion am Río de la Plata setzt mit der Eroberung der Stadt Quilmes durch Truppen unter dem Befehl General William Beresfords ein. Zwei Tage später wird Buenos Aires von ihnen eingenommen.
- 1807: In Tilsit beginnen Verhandlungen zwischen Napoleon Bonaparte und Zar Alexander I., die wenig später im Frieden von Tilsit münden.
- 1862: Im amerikanischen Sezessionskrieg beginnt mit der Schlacht am Oak Grove eine Serie von kriegerischen Auseinandersetzungen zwischen der Union und den Südstaaten, die als Sieben-Tage-Schlacht bezeichnet wird.
- 1864: Die Konferenz von London endet ergebnislos. Die Signatarstaaten des Londoner Protokolls von 1852 haben seit dem 25. April 1864 versucht, den Deutsch-Dänischen-Krieg diplomatisch zu beenden.
- 1864: Durch den Tod seines Vaters Wilhelm I. wird Karl dritter König von Württemberg.
- 1870: Die nach Frankreich geflohene spanische Königin Isabella II. verzichtet zu Gunsten ihres Sohnes Alfons XII. auf den Thron.

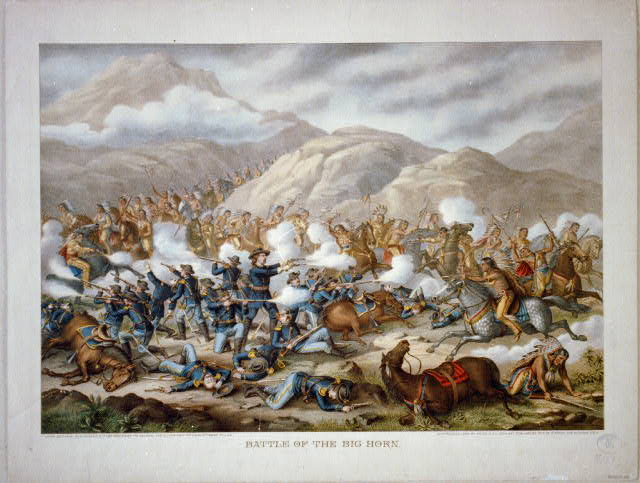
1876: Schlacht am Little Bighorn

- 1876: In der Schlacht am Little Bighorn wird das siebte US-amerikanische Kavallerieregiment unter George A. Custer von Indianern der Sioux und Cheyenne unter ihren Führern Sitting Bull und Crazy Horse vernichtend geschlagen.
- 1914: Der Schweizer Richter Charles Édouard Lardy vom Ständigen Schiedshof in Den Haag fällt einen Schiedsspruch zur umstrittenen Grenzziehung zwischen den beiden Kolonialmächten Portugal und den Niederlanden auf der südostasiatischen Insel Timor. Sie ist fast identisch mit der heutigen Grenze zwischen Indonesien und Osttimor.
- 1938: Nachdem sich alle politischen Parteien auf den Dichter Douglas Hyde geeinigt haben, wird dieser erster Präsident von Irland.
- 1944: Auf der Karelischen Landenge beginnt die Schlacht von Tali-Ihantala zwischen Streitkräften der Sowjetunion und den von Deutschland unterstützten finnischen Truppen.
- 1948: General Lucius D. Clay befiehlt die Errichtung der Berliner Luftbrücke zur Versorgung von West-Berlin. Über die geteilte Stadt hat die Siegermacht Sowjetunion eine Blockade verhängt.
- 1950: Mit der Überschreitung der Demarkationslinie am 38. Breitengrad durch Truppen der Volksarmee Nordkoreas beginnt der Koreakrieg.
- 1953: In Deutschland wird für Bundestagswahlen eine bundesweit geltende Fünf-Prozent-Hürde eingeführt.
- 1959: Éamon de Valera wird Staatspräsident Irlands.
- 1963: In Ost-Berlin endet eine Wirtschaftskonferenz des ZK der SED mit einem Beschluss von Richtlinien für ein Neues Ökonomisches System der Planung und Leitung, womit die Planwirtschaft reformiert werden soll.
- 1975: Auf Betreiben von Premierministerin Indira Gandhi wird in Indien ein nationaler Ausnahmezustand ausgerufen. Er dauert bis zum 21. März 1977.
- 1975: Mosambik erlangt die Unabhängigkeit von Portugal.
- 1979: Auf Alexander Haig, den NATO-Oberbefehlshaber in Europa, wird am Morgen von der RAF ein Mordanschlag in Belgien verübt, der misslingt.
- 1991: Die jugoslawischen Teilstaaten Kroatien und Slowenien erklären nach Volksabstimmungen ihre Unabhängigkeit. Die militärische Reaktion der Jugoslawischen Volksarmee löst tags darauf den Zehn-Tage-Krieg in Slowenien aus. In Kroatien münden die im März ausgebrochenen gewalttätigen Zusammenstöße zwischen Befürwortern und Gegnern der Souveränität in den Kroatienkrieg.
- 1993: Tansu Çiller wird erste – und bislang einzige – Ministerpräsidentin der Türkei. Sie folgt auf den im Mai zum Staatspräsidenten gewählten Süleyman Demirel.
- 2010: Der deutsche BGH entscheidet, dass passive Sterbehilfe nicht strafbar ist, wenn sie dem Willen des Patienten entspricht.
- 2022: Gabun und Togo werden 55. bzw. 56. Mitglied des Commonwealth of Nations.

### Wirtschaft
- 1930: Nach Inbetriebnahme der Bahnstrecke Brig–Visp verkehrt zwischen Zermatt und St. Moritz erstmals der Glacier Express.
- 1946: Die Weltbank beginnt in Washington, D.C. mit dem Anfangskapital von 12 Milliarden USD ihre operative Tätigkeit.
- 1998: Microsoft veröffentlicht das Betriebssystem Windows 98.

### Wissenschaft und Technik

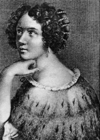
1678: Elena Lucrezia Cornaro Piscopia

- 1678: Elena Lucrezia Cornaro Piscopia erhält als weltweit erste Frau einen Doktortitel in Philosophie. Das gewünschte Fach Theologie bleibt ihr von der Universität Padua mit dem Argument verschlossen, eine Frau habe in der Kirche zu schweigen.
- 1795: Zur Lösung des Längenproblems, das die Schifffahrt auf See mit Längengraden hat, entsteht in Frankreich das Bureau des Longitudes.
- 1919: Die von Otto Reuter konstruierte Junkers F 13 absolviert als erstes Ganzmetallflugzeug der zivilen Luftfahrt ihren Erstflug.
- 1937: Ewald Rohlfs erreicht mit seinem Hubschrauber Focke-Wulf Fw 61 eine Höhe von 2.339 m.
- 1958: Die United States Air Force wählt neun Testpiloten – unter ihnen Neil Armstrong – für das Programm „Man In Space Soonest (MISS)“ aus. Es ist die erste Astronautenauswahl in der Geschichte.
- 2022: In Bangladesch wird die 6,15 Kilometer lange Padma-Brücke als längste Brücke Südasiens eröffnet.

### Kultur
- 1702: Die Oper L’Offendere per amore overo la Telesilla von Johann Joseph Fux hat ihre Uraufführung am Hoftheater in Wien.
- 1840: Die Uraufführung der Sinfoniekantate Lobgesang von Felix Mendelssohn Bartholdy erfolgt in der Leipziger Thomaskirche unter der Leitung des Komponisten.
- 1850: Die Oper Genoveva von Robert Schumann wird im Staatstheater Leipzig unter der Leitung des Komponisten uraufgeführt.

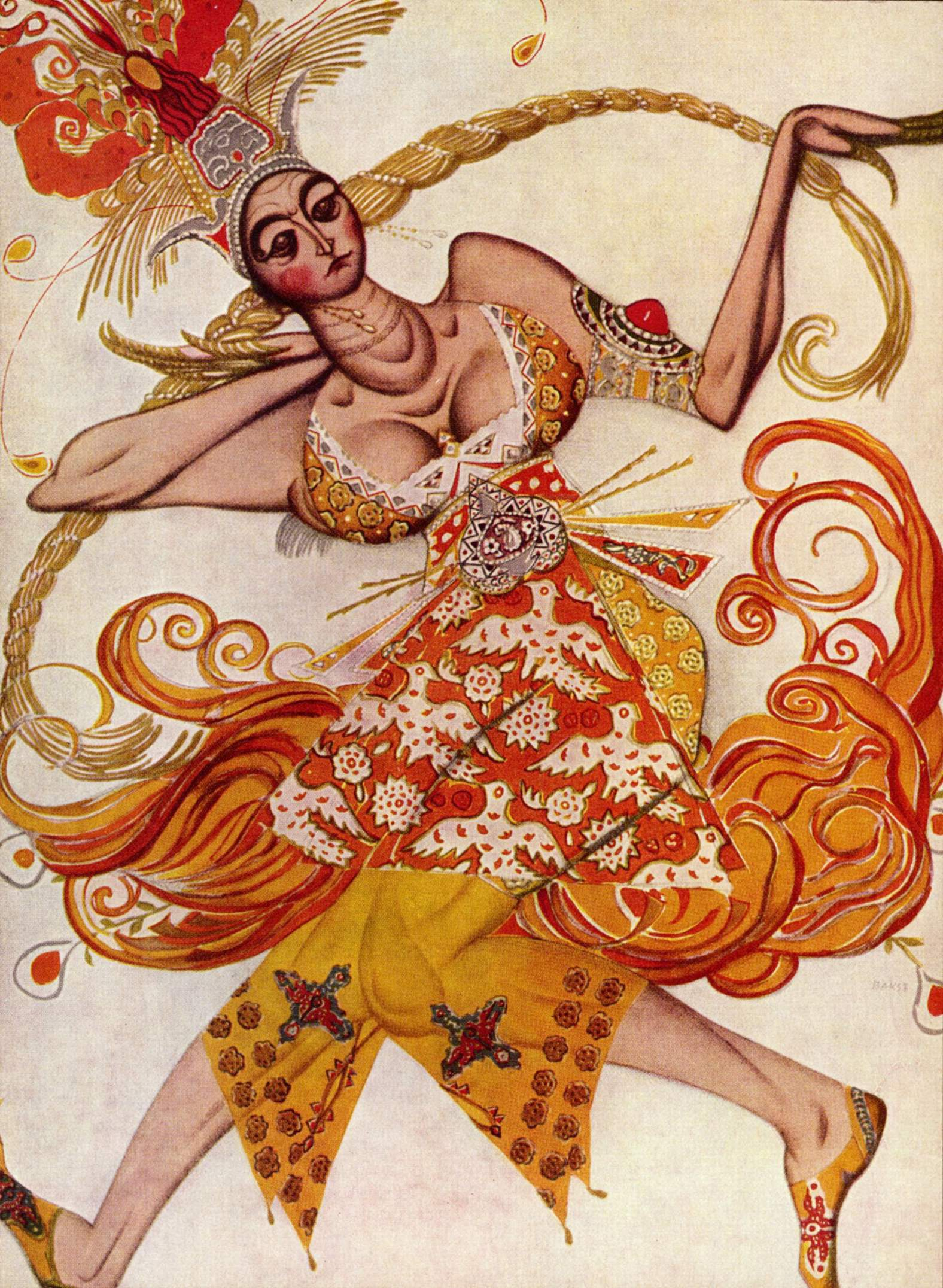
1910: Figurine für Der Feuervogel

- 1910: Aufgeführt von Sergei Pawlowitsch Djagilews Ballets Russes, hat in Paris Igor Strawinskys Ballett L’Oiseau de feu (Der Feuervogel) mit dem Dirigenten Gabriel Pierné Premiere. Das Libretto von Michel Fokine basiert auf zwei russischen Volksmärchen.
- 1929: Die Uraufführung der Oper Judith von Eugène Aynsley Goossens findet im Royal Opera House Covent Garden in London statt.
- 1949: Die Uraufführung der Oper Das verzauberte Ich von Ottmar Gerster erfolgt in Wuppertal.
- 1967: Die BBC-Sendung Our World wird als erste Fernsehsendung weltweit über Satellit ausgestrahlt. Mit dabei ist der eigens für die Sendung komponierte Beatles-Song All You Need Is Love.
- 2009: Bei der jährlichen Versammlung des UNESCO-Welterbekomitees wird dem Dresdner Elbtal aufgrund des umstrittenen Baus der Waldschlößchenbrücke der Titel eines Weltkulturerbes aberkannt.

### Gesellschaft

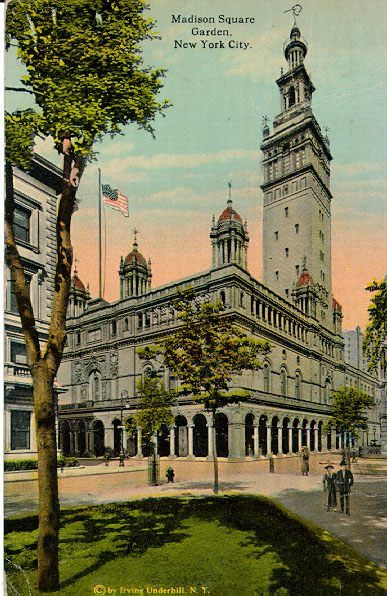
1906: Zweiter Madison Square Garden

- 1906: Der US-amerikanische Architekt Stanford White wird in einem Eifersuchtsanfall vom Millionär Harry Thaw auf dem Dach des zweiten Madison Square Gardens in New York City erschossen.
- 2007: Nachdem er offensichtlich am Wochenende zuvor seine Frau Nancy, ihren gemeinsamen Sohn Daniel und dann sich selbst getötet hat, wird der Wrestling-Champion Chris Benoit mit seiner Familie in seinem Haus in Fayetteville, Georgia, aufgefunden.
- 2021: In Würzburg werden bei einem Messerangriff eines psychisch kranken Somaliers drei Frauen getötet.

### Religion
- 0253: Lucius I. wird Bischof von Rom, von Kaiser Trebonianus Gallus aber sogleich in die Verbannung geschickt.
- 1094: Im gerade fertiggestellten Markusdom in Venedig werden durch ein „Wunder“ die angeblichen Gebeine des Heiligen Markus „wiedergefunden“. Dieser Tag wurde zum Feiertag Inventio Sancti Marci.

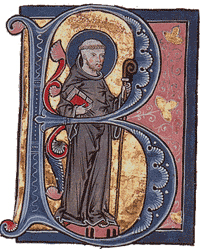
1115: Bernhard von Clairvaux

- 1115: Bernhard von Clairvaux gründet mit einigen Mitbrüdern das Kloster Clairvaux. Es ist eine der vier Primarabteien (ersten Tochterklöster) von Cîteaux.
- 1243: Der genuesische Kirchenjurist und Kardinal Sinibaldo Fieschi wird zum Papst gewählt und nimmt den Namen Innozenz IV. an. Die Freundschaft Kaiser Friedrichs II. zu ihm weicht der Feindschaft zum Papst.

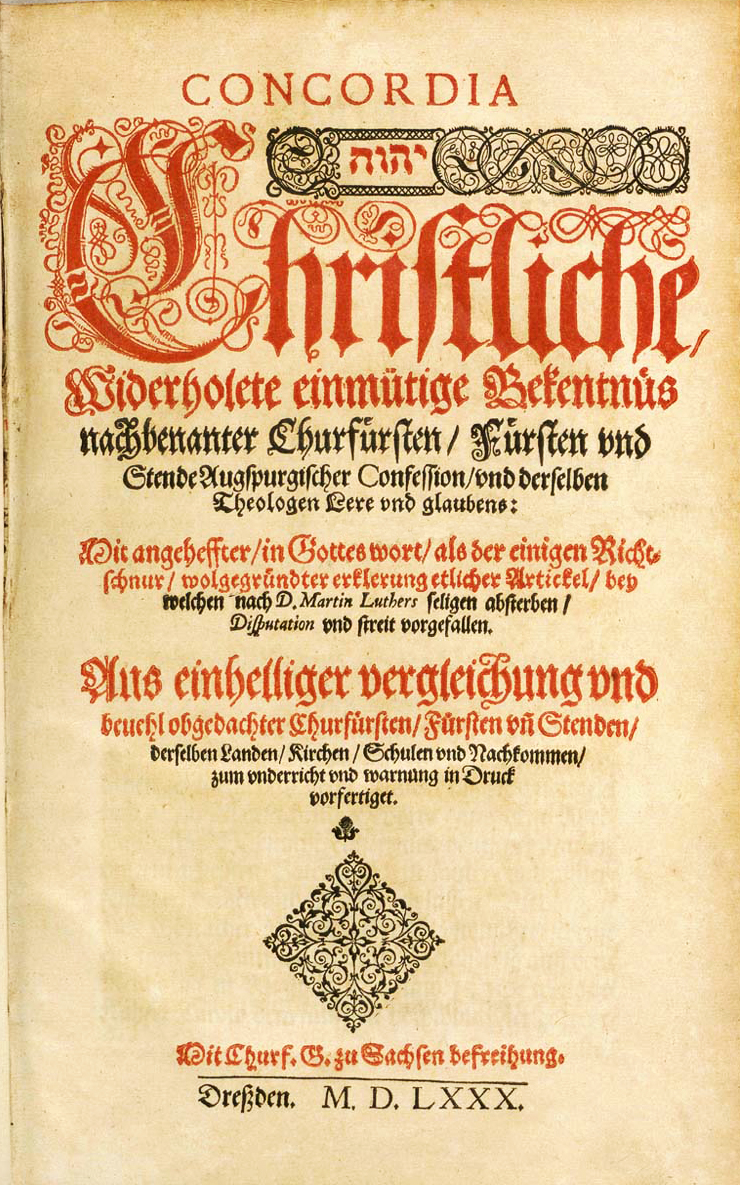
1580: Titelseite Konkordienbuch

- 1580: Das Konkordienbuch erscheint in deutscher Sprache in Dresden. Es enthält eine vollständige Sammlung der so genannten symbolischen Bücher der lutherischen Kirche.
- 1951: Der Bischof von Nizza weiht die Chapelle du Rosaire de Vence ein. Die von Henri Matisse entworfene Kapelle hat den Künstler fast vier Jahre in Anspruch genommen.

### Katastrophen

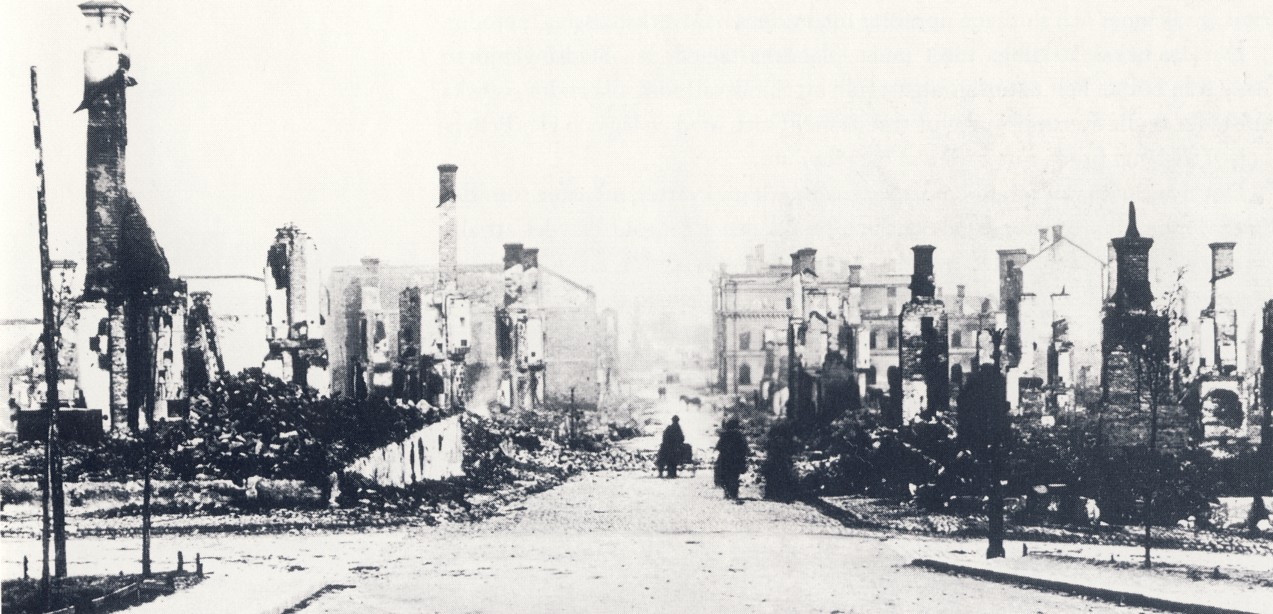
1888: Sundsvall nach dem Brand

- 1888: In Sundsvall bricht der bis dahin größte Stadtbrand Schwedens aus. 400 Höfe werden zerstört und 9000 Einwohner obdachlos. Am selben Tag wütet ferner ein Großbrand in Umeå, der 2500 der rund 3000 Bewohner um ihr Zuhause bringt.

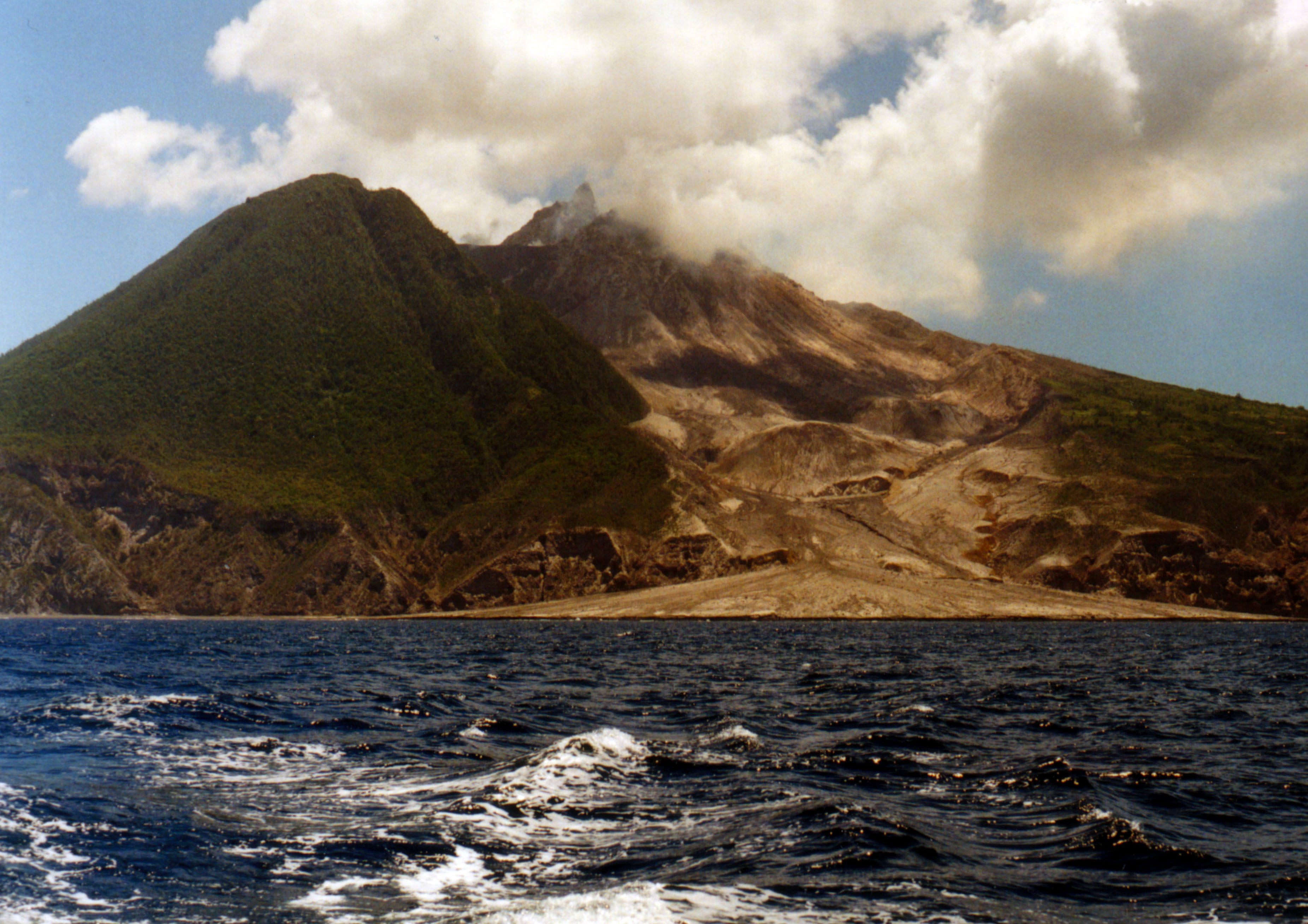
1997: Soufrière Hills

- 1976: Ein Erdbeben der Stärke 7,1 auf Neuguinea fordert 422 Tote.
- 1997: Der Vulkan Soufrière Hills auf der Insel Montserrat bricht aus.
- 2001: Ein Taifun in der chinesischen Provinz Fujian kostet über 100 Menschenleben.

Kleinere Unglücksfälle sind in den Unterartikeln von Katastrophe und in der Liste von Katastrophen aufgeführt.

### Sport
- 1978: Im Endspiel der Fußball-Weltmeisterschaft bezwingt Gastgeber Argentinien nach Verlängerung die Elf der Niederlande mit 3:1.
- 1982: Nichtangriffspakt von Gijón: Durch ein skandalträchtiges 1:0 im Fußball-WM-Vorrundenspiel zwischen der Bundesrepublik Deutschland und Österreich qualifizieren sich beide Mannschaften für die Zweite Finalrunde.
- 1983: Indien gewinnt den dritten Cricket World Cup in England, indem sie im Finale die West Indies mit 43 Runs besiegt.
- 1988: Die Niederlande werden durch ein 2:0 im Europameisterschaftsendspiel in München gegen die Sowjetunion Fußball-Europameister.
- 1991: Die ULEB, eine Vereinigung europäischer Basketballverbände, wird in Rom gegründet.
- 1999: Die San Antonio Spurs besiegen in den NBA Finals die New York Knicks und werden zum ersten Mal überhaupt in der Franchisegeschichte NBA-Meister.

Einträge von Leichtathletik-Weltrekorden befinden sich unter der jeweiligen Disziplin unter Leichtathletik.
Einträge zu Fußballweltmeisterschaftsspielen finden sich in den Unterseiten von Fußball-Weltmeisterschaft. Das Gleiche gilt für Fußball-Europameisterschaften.

## Geboren

### Vor dem 18. Jahrhundert
- 1181: al-Hasan ibn Muhammad as-Saghānī, Hadith-Gelehrter und arabischer Lexikograph der hanafitischen Lehrrichtung
- 1242: Beatrix von England, Tochter König Heinrichs III. von England
- 1259: Hugo XIII. von Lusignan, Herr von Lusignan sowie Graf von La Marche und Angoulême
- 1340: John Mowbray, 4. Baron Mowbray, englischer Adeliger

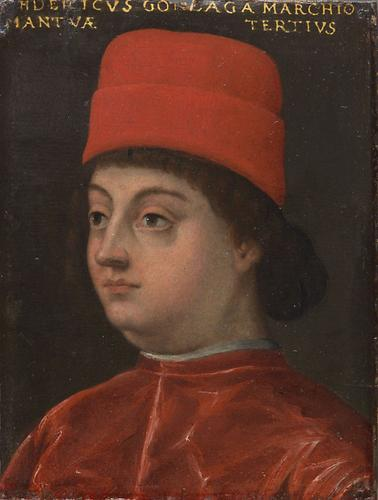
Federico I. Gonzaga (* 1441)

- 1441: Federico I. Gonzaga, Markgraf von Mantua
- 1456: Heinrich V. von Rosenberg, böhmischer Adeliger
- 1484: Bartholomäus V. Welser, deutscher Patrizier und Großkaufmann
- 1507: Maria Jakobäa von Baden, Herzogin von Bayern
- 1517: Georg Aemilius, deutscher Theologe und Botaniker
- 1552: Hans von Schweinichen, deutscher Schriftsteller
- 1560: Wilhelm Fabry, Stadtarzt in Bern, Begründer der wissenschaftlichen Chirurgie
- 1560: Juan Sánchez Cotán, spanischer Maler
- 1568: Gunilla Bielke, Königin von Schweden
- 1602: Rudolf Christian, Graf von Ostfriesland
- 1612: Johann Albert Wasa, Prinz von Polen-Litauen, Fürstbischof von Ermland und Krakau

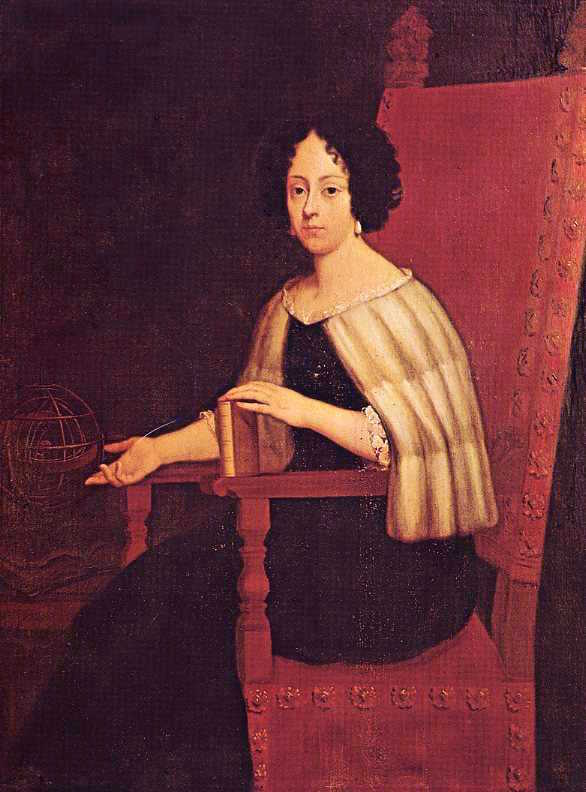
Elena Lucrezia Cornaro Piscopia (* 1646)

- 1646: Elena Lucrezia Cornaro Piscopia, italienische Gelehrte
- 1649: Johann Friedrich Landsberger, deutscher Kaufmann
- 1655: Rinaldo d’Este, Herzog von Modena und Reggio, Kardinal
- 1660: Johann Paul Hebenstreit, deutscher Moralphilosoph und lutherischer Theologe
- 1667: Johann Franz Buddeus, deutscher Philosoph und Theologe
- 1685: Johann Michael Hoppenhaupt, deutscher Bildhauer und Baumeister

### 18. Jahrhundert
- 1716: Johann Baptist Babel, deutscher, in der Schweiz tätiger Bildhauer
- 1717: Giuseppe Aglio, italienischer Kunsthistoriker
- 1717: Johannes Ringk, deutscher Komponist und Organist
- 1725: Johann Stephan Pütter, deutscher Staatsrechtslehrer und Publizist
- 1737: Johann Ludwig Ferdinand Arnoldi, deutscher Pädagoge und evangelischer Theologe
- 1737: Francesco La Vega, spanischer Archäologe
- 1739: Jeremias Nicolaus Eyring, deutscher Rektor und Hochschullehrer
- 1740: Johann Christian Volkhart, deutscher evangelischer Geistlicher und Schulleiter
- 1745: Thomas Tudor Tucker, US-amerikanischer Arzt und Politiker, Mitglied des Kontinentalkongresses und Repräsentantenhauses, Schatzmeister der Vereinigten Staaten
- 1747: Daniel Hiester, US-amerikanischer Politiker, Mitglied des Repräsentantenhauses
- 1748: Joseph Peirce, US-amerikanischer Politiker, Mitglied des Repräsentantenhauses

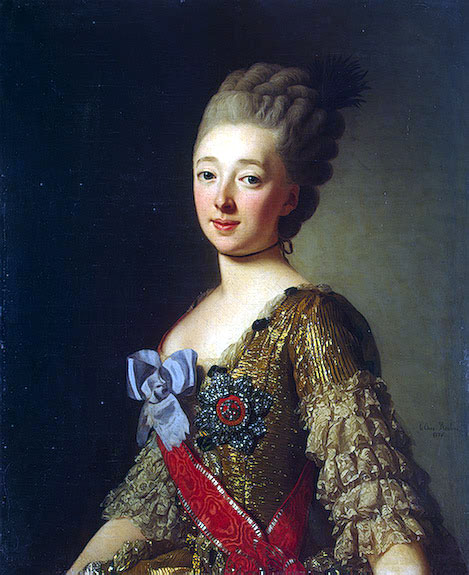
Wilhelmine von Hessen-Darmstadt (* 1755)

- 1755: Wilhelmine von Hessen-Darmstadt, preußische Adelige, Gattin des russischen Zaren Paul I.
- 1756: Karl Friedrich am Ende, österreichischer Feldmarschallleutnant
- 1759: William Plumer, US-amerikanischer Politiker, Senator, Gouverneur von New Hampshire

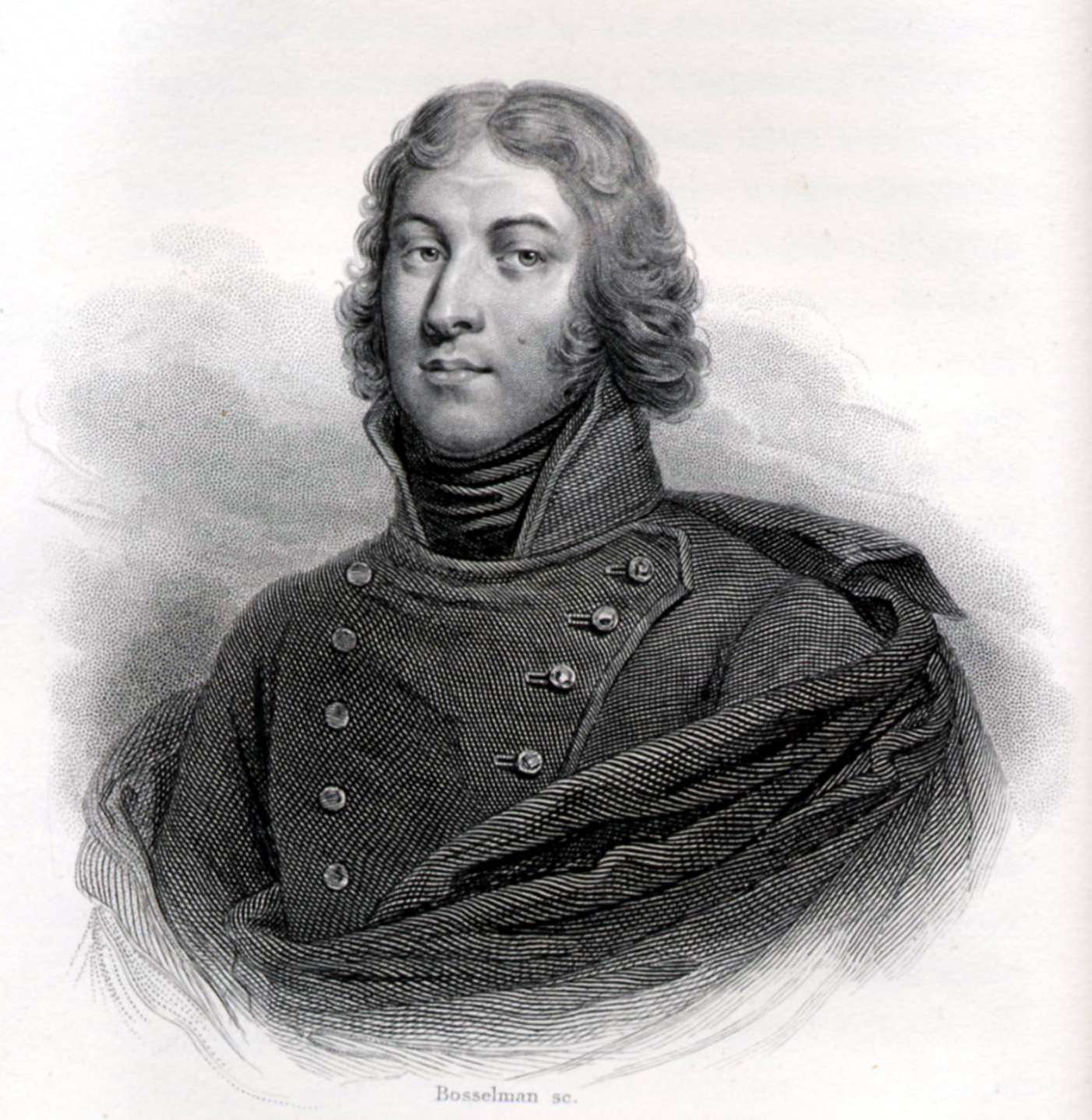
Lazare Hoche (* 1768)

- 1768: Lazare Hoche, französischer General
- 1768: Jakob Albrecht von Sienen, Senatssyndicus
- 1769: Ferdinand Friedrich, Fürst von Anhalt-Köthen und preußischer Generalleutnant
- 1770: Friedrich Adrian von Arnstedt, deutscher Landrat
- 1778: John Varnum, US-amerikanischer Politiker, Mitglied des Repräsentantenhauses
- 1780: Isaac Wilson, US-amerikanischer Politiker, Mitglied des Repräsentantenhauses
- 1781: Friedrich Schmalz, deutscher Agrarwissenschaftler
- 1789: Wilhelm Heinrich Ackermann, deutscher Pädagoge
- 1792: Carlos Coolidge, US-amerikanischer Politiker, Gouverneur von Vermont
- 1797: Paul Wilhelm von Württemberg, Herzog von Württemberg, Naturforscher und Entdecker
- 1799: David Douglas, britischer Gärtner, Botaniker und Pflanzenjäger

### 19. Jahrhundert

#### 1801–1850
- 1804: Friedrich Henning von Arnim, deutscher Unternehmer
- 1807: Edward A. Hannegan, US-amerikanischer Jurist und Politiker, Mitglied des Repräsentantenhauses, Senator
- 1816: Julius Dickert, deutscher Lehrer, Politiker und Mitglied des Reichstags

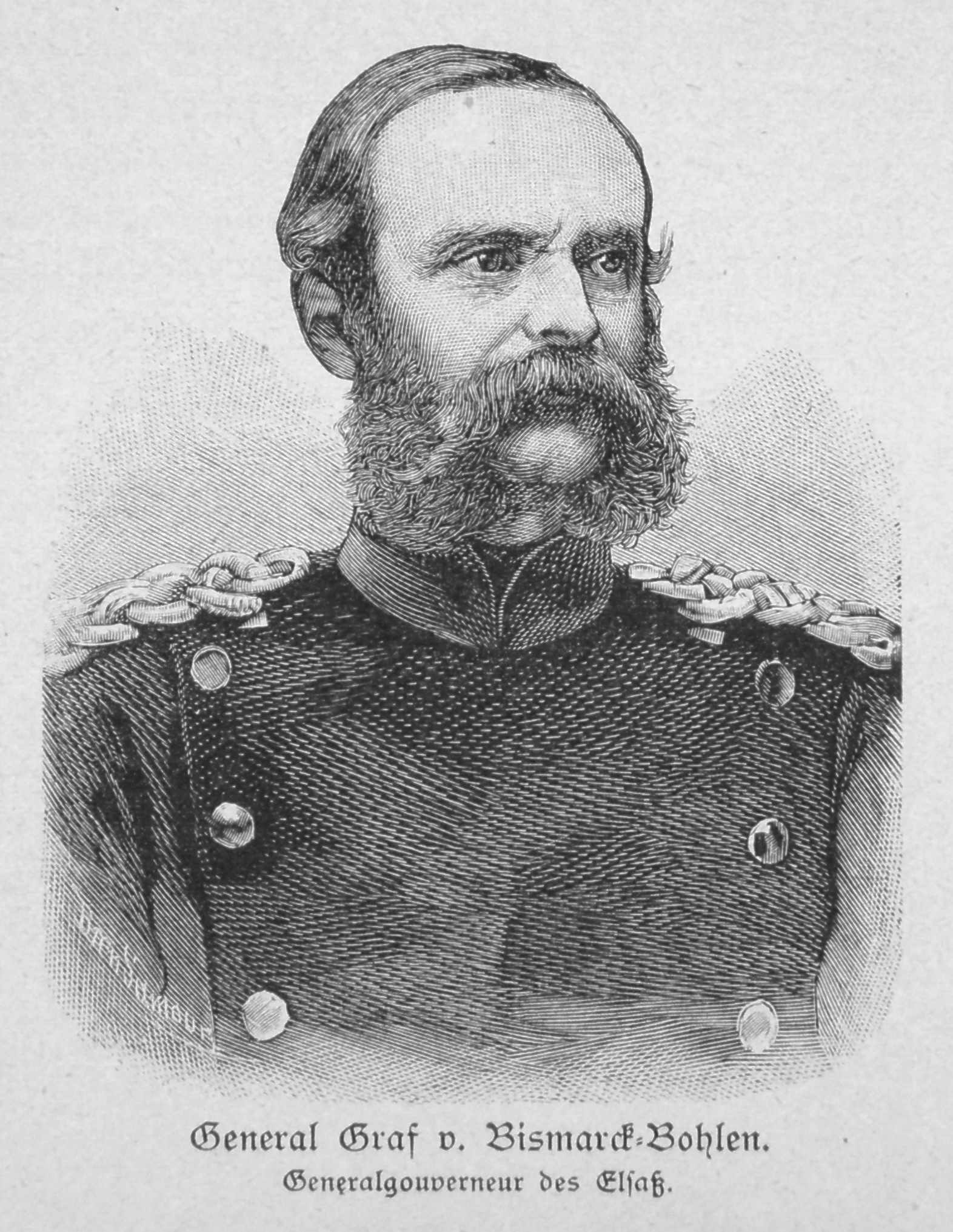
Friedrich Alexander von Bismarck-Bohlen (* 1818)

- 1818: Friedrich Alexander von Bismarck-Bohlen, preußischer General
- 1820: Ludwig Binswanger der Ältere, deutscher Psychiater
- 1821: Bartolomé Mitre, argentinischer Staatsmann, militärischer Führer und Historiker
- 1824: Henry C. Goodwin, US-amerikanischer Jurist und Politiker, Mitglied des Repräsentantenhauses
- 1827: Rosa von Milde, deutsche Sängerin und Gesangspädagogin

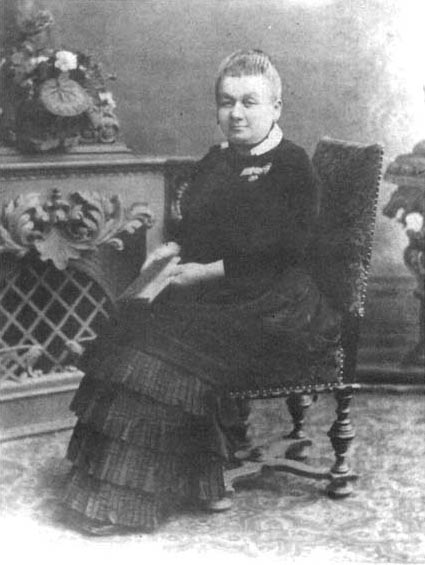
Friederike Kempner (* 1828)

- 1828: Friederike Kempner, deutsche Schriftstellerin
- 1830: Thomas A. Boyd, US-amerikanischer Politiker, Mitglied des Repräsentantenhauses
- 1832: Johannes Engelmann, baltischer Jurist
- 1841: Thomas Jefferson Majors, US-amerikanischer Politiker, Mitglied des Repräsentantenhauses
- 1842: Eloy Alfaro, ecuadorianischer Militär und Politiker, Staatspräsident
- 1842: Frank Lawler, US-amerikanischer Politiker, Mitglied des Repräsentantenhauses
- 1842: Heinrich Seidel, deutscher Ingenieur und Schriftsteller
- 1844: Friedrich Colin, deutscher Kaufmann
- 1845: Adolph Kirdorf, deutscher Manager in der Montanindustrie
- 1846: John Joseph O’Neill, US-amerikanischer Politiker, Mitglied des Repräsentantenhauses
- 1848: Peter P. Mahoney, US-amerikanischer Politiker, Mitglied des Repräsentantenhauses
- 1848: Paul Puget, französischer Komponist

#### 1851–1900
- 1852: Molly Cramer, deutsche Malerin
- 1852: Antoni Gaudí, spanischer Architekt
- 1854: Jakob Walder, Schweizer Beamter und Politiker
- 1857: James O’Hanlon Patterson, US-amerikanischer Politiker, Mitglied des Repräsentantenhauses
- 1858: Georges Courteline, französischer Schriftsteller
- 1860: Gustave Charpentier, französischer Komponist
- 1861: Reginald Wingate, britischer Generalgouverneur des Anglo-Ägyptischen Sudan, Hochkommissar in Ägypten
- 1864: Oskar Baumann, österreichischer Afrikaforscher

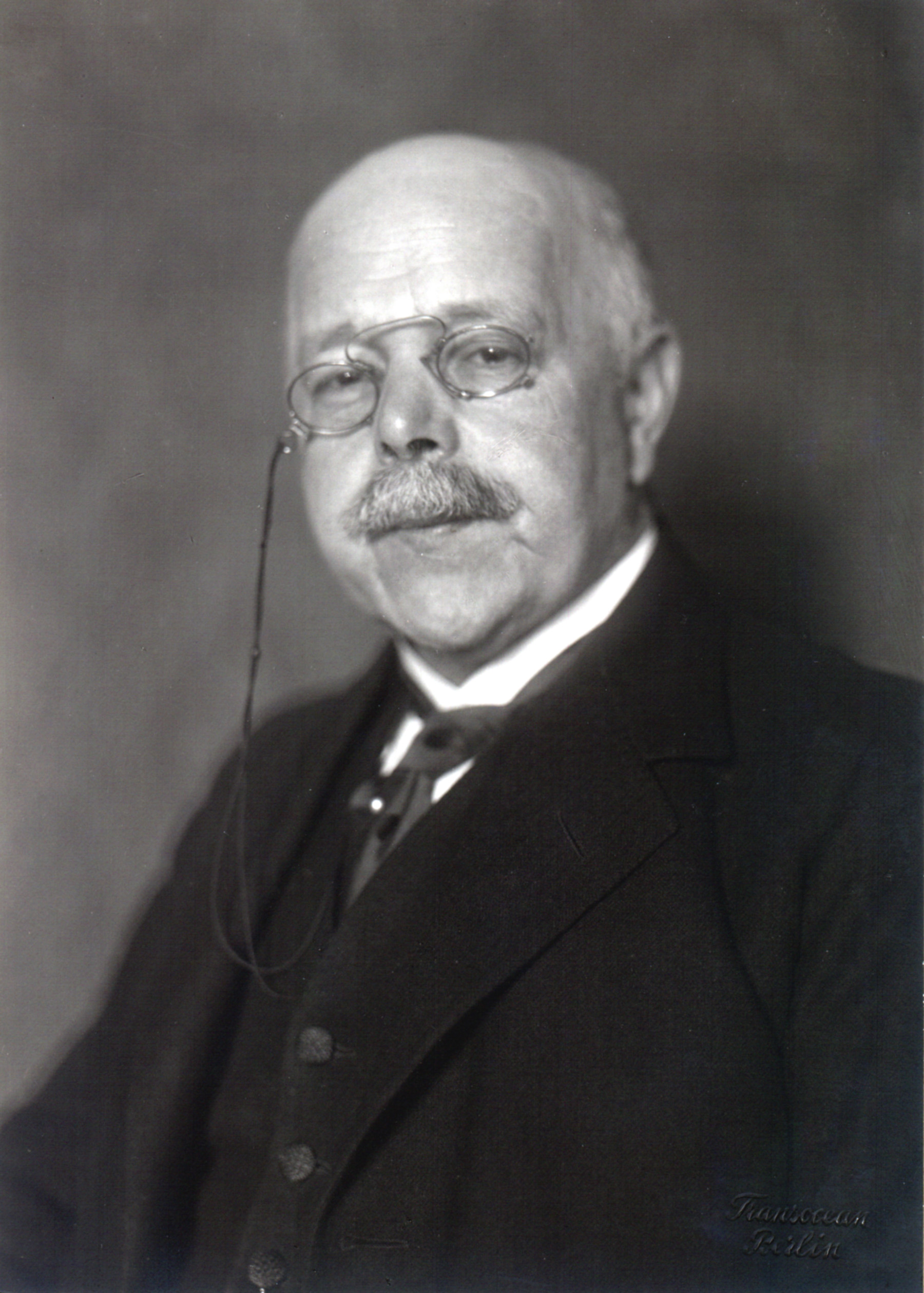
Walther Nernst (* 1864)

- 1864: Walther Nernst, deutscher Physiker und Chemiker, Nobelpreisträger
- 1866: Stephen Bolles, US-amerikanischer Politiker, Mitglied des Repräsentantenhauses
- 1866: Hubert Knackfuß, deutscher Bauforscher und Archäologe
- 1869: Heinrich Lüders, deutscher Orientalist und Indologe
- 1869: Alfred Wilm, deutscher Chemiker und Metallurg
- 1871: Grethe Auer, schweizerisch-österreichische Schriftstellerin
- 1878: Jean Gallon, französischer Komponist und Kompositionslehrer
- 1878: Marie-Elisabeth Lüders, deutsche Politikerin und Frauenrechtlerin, MdR, MdB
- 1878: Wilhelm Pinder, deutscher Kunsthistoriker
- 1880: Felix Swinstead, britischer Pianist, Komponist und Musikpädagoge
- 1883: Hans Vogts, deutscher Architekt und Denkmalpfleger
- 1884: Henrik Hildén, finnlandschwedischer Schriftsteller und Literaturwissenschaftler
- 1884: Daniel-Henry Kahnweiler, deutsch-französischer Galerist, Kunsthistoriker und Autor
- 1885: Jean Mendiondou, französischer Politiker und Widerstandskämpfer
- 1886: Henry H. Arnold, US-amerikanischer General
- 1886: Otto Goetze, deutscher Chirurg und Hochschullehrer
- 1887: George Abbott, US-amerikanischer Autor, Regisseur und Schauspieler
- 1887: Arnold Trowell, neuseeländischer Cellist, Komponist und Musikpädagoge
- 1889: Willem Frederik Donath, niederländischer Physiologe und Hygieniker
- 1889: Paul Fallot, französischer Geologe und Paläontologe
- 1889: Lilly von Mallinckrodt-Schnitzler, deutsche Kunstsammlerin und Mäzenin
- 1893: Käthe Rosenthal, deutsche Botanikerin und Lehrerin, Opfer der Shoah

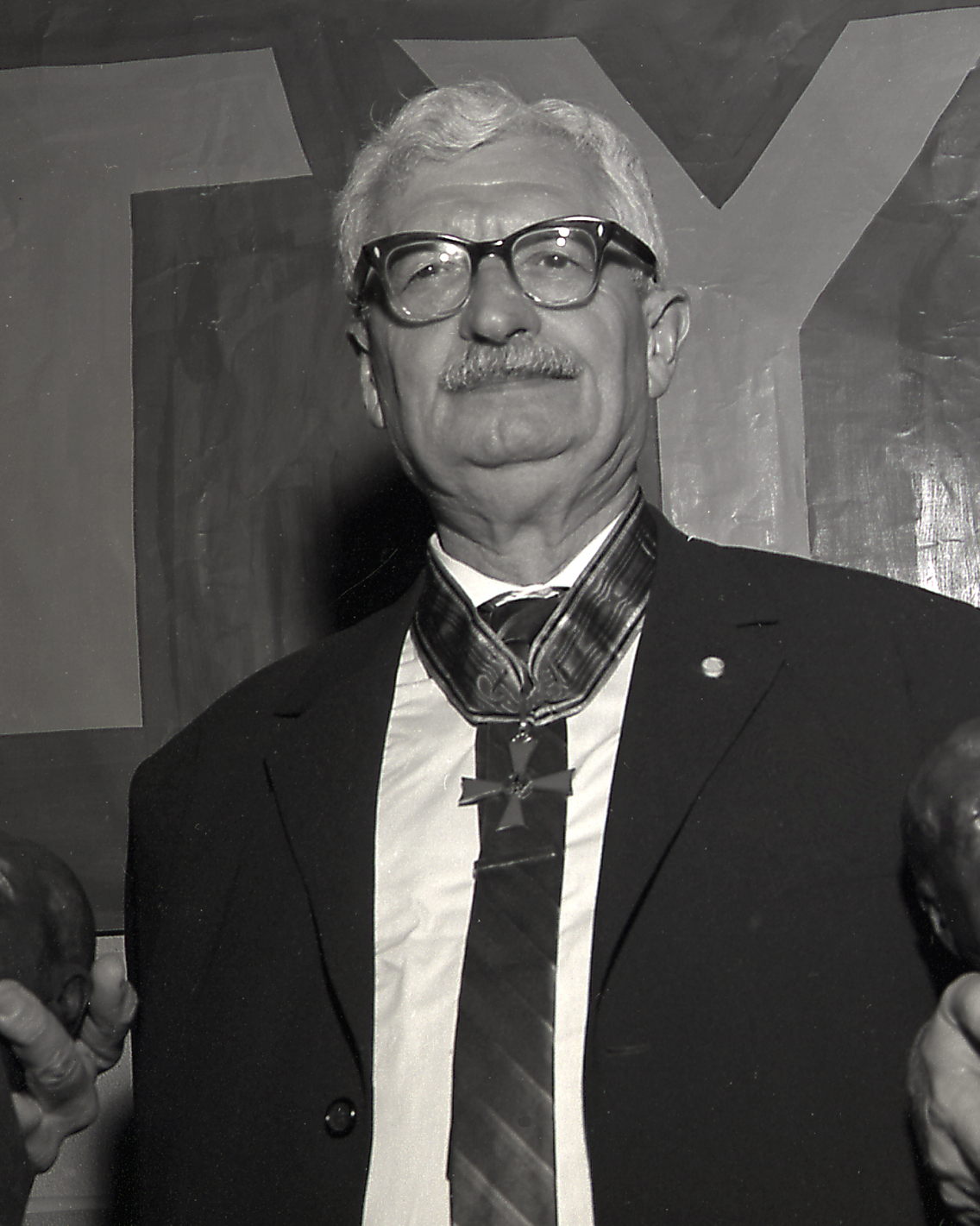
Hermann Oberth (* 1894)

- 1894: Hermann Oberth, deutscher Physiker und Raumfahrtpionier
- 1895: Marguerite de Beaumont, Schweizer Geistliche, Schwester der reformierten Frauengemeinschaft Communauté de Grandchamp
- 1896: Alfred Anderson, britischer Kriegsveteran
- 1896: Oskar Müller, deutscher Politiker, MdL, MdB
- 1898: William Jordan, US-amerikanischer Ruderer
- 1899: Charlotte von Kirschbaum, deutsche Theologin
- 1899: Hans Schwippert, deutscher Architekt und Hochschullehrer

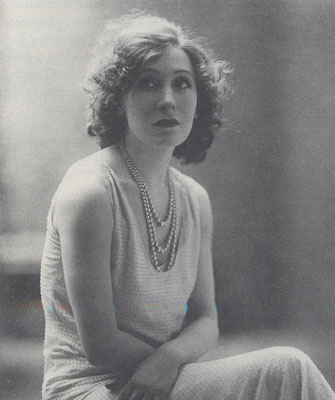
Marta Abba (* 1900)

- 1900: Marta Abba, italienische Schauspielerin

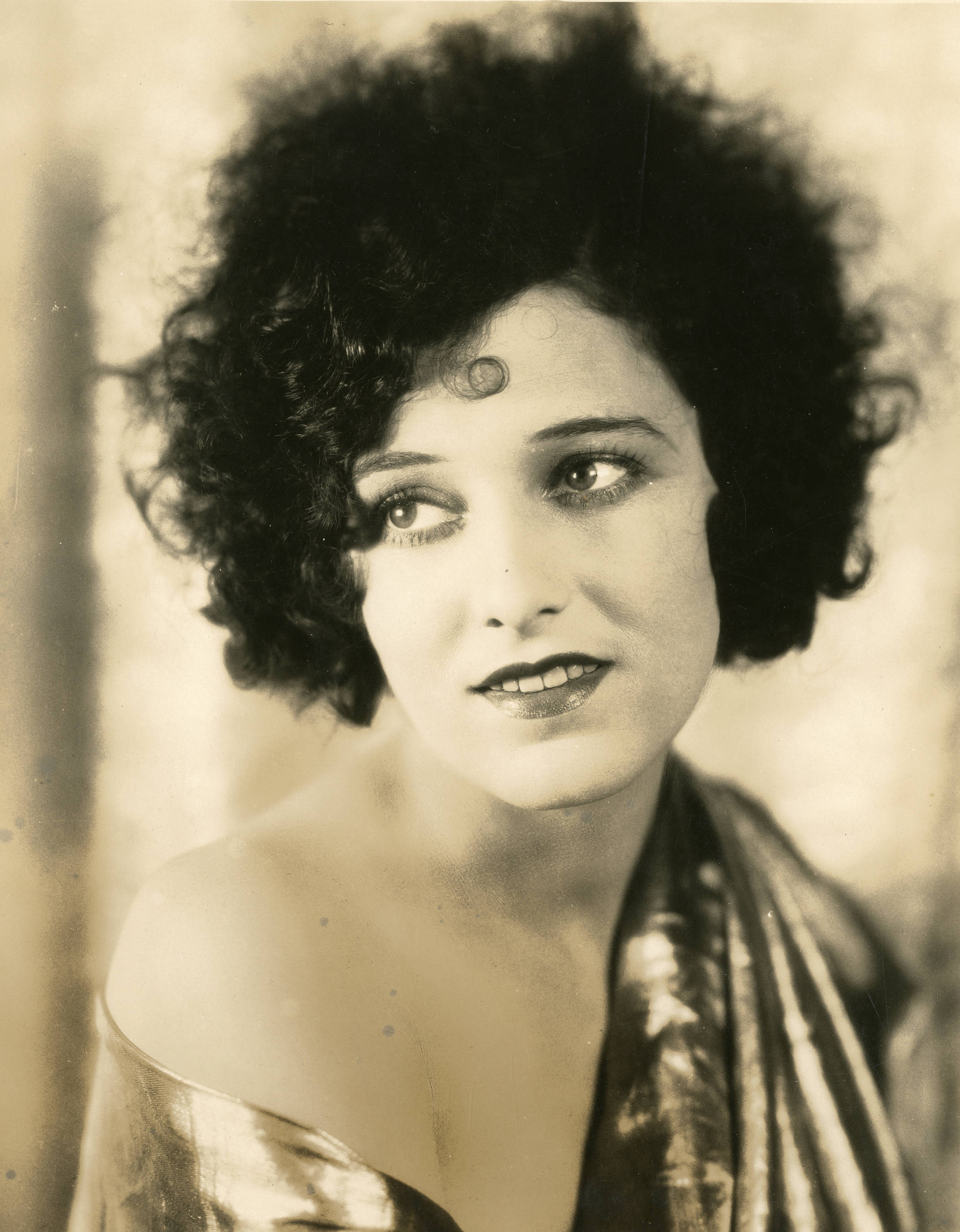
Georgia Hale (* 1900)

- 1900: Georgia Hale, US-amerikanische Schauspielerin
- 1900: Louis Mountbatten, 1. Earl Mountbatten of Burma, britischer Admiral und Staatsmann

### 20. Jahrhundert

#### 1901–1925
- 1901: Chester Arthur Arnold, US-amerikanischer Paläobotaniker und Botaniker
- 1901: Adolf Brunner, Schweizer Komponist, Philosoph und Humanist
- 1901: Giacomo Debenedetti, italienischer Literaturkritiker
- 1902: William T. Carroll, US-amerikanischer Politiker
- 1903: Thomas C. Hennings, US-amerikanischer Politiker, Mitglied des Repräsentantenhauses, Senator
- 1903: George Orwell, englischer Schriftsteller und Essayist
- 1904: Matthias Hoogen, deutscher Jurist und Politiker, MdB, Wehrbeauftragter des Deutschen Bundestages
- 1904: Wladimir Konstantinowitsch Kokkinaki, sowjetischer Testpilot
- 1905: Arthur Maria Rabenalt, österreichischer Regisseur
- 1905: Rupert Wildt, deutsch-US-amerikanischer Astronom
- 1907: Wacław Geiger, polnischer Komponist, Dirigent und Musikpädagoge
- 1907: Johannes Hans Daniel Jensen, deutscher Physiker und Nobelpreisträger
- 1907: Mario Revelli di Beaumont, italienischer Motorradrennfahrer und Fahrzeugdesigner
- 1908: Fritz Huth, deutscher Hornist und Horn-Lehrer
- 1908: Friedrich Kempf, deutscher Kirchenhistoriker
- 1908: Willard Van Orman Quine, US-amerikanischer Philosoph
- 1909: Dimitar Dimow, bulgarischer Schriftsteller
- 1910: Heinrich Appelt, österreichischer Historiker und Diplomatiker
- 1910: Guillermo Castillo Bustamante, venezolanischer Pianist und Komponist
- 1911: William Howard Stein, US-amerikanischer Biochemiker
- 1912: William T. Cahill, US-amerikanischer Politiker, Mitglied des Repräsentantenhauses, Gouverneur von New Jersey
- 1912: Nino Franchina, italienischer Bildhauer
- 1912: Milton Jerrold Shapp, US-amerikanischer Politiker
- 1913: Eberhard Cronshagen, deutscher Schauspieler und Synchronregisseur
- 1917: Nils Karlsson, schwedischer Skilangläufer
- 1918: Ray Smith, US-amerikanischer Sänger
- 1919: James MacKay, US-amerikanischer Politiker, Mitglied des Repräsentantenhauses
- 1920: Joe Viola, US-amerikanischer Jazzmusiker

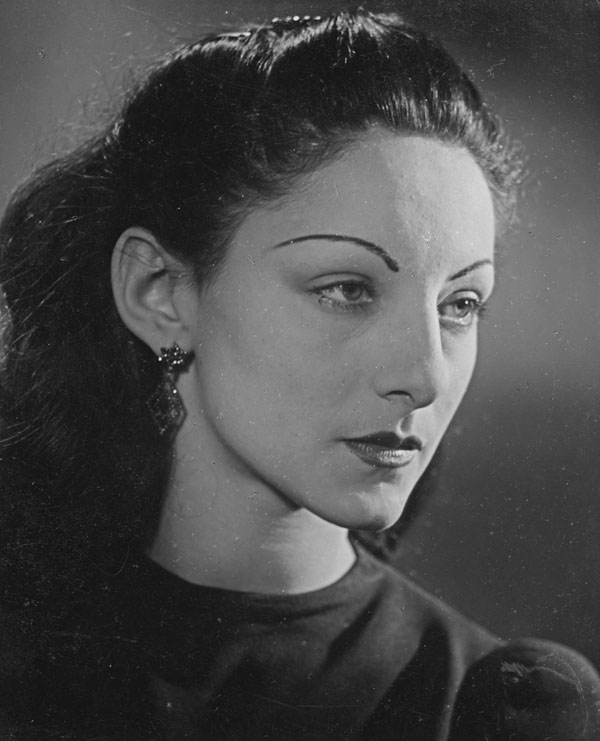
Celia Franca (* 1921)

- 1921: Celia Franca, kanadische Balletttänzerin und Choreographin
- 1921: Heinrich Windelen, deutscher Politiker, MdB, Bundesminister
- 1923: Dschamschid Amusegar, iranischer Politiker, mehrfacher Minister, Premierminister
- 1923: Sam Francis, US-amerikanischer Maler
- 1923: Georg Kossack, deutscher Vorgeschichtsforscher
- 1924: Karl-Heinz Krause, deutscher Bildhauer
- 1924: Sidney Lumet, US-amerikanischer Filmregisseur
- 1924: Osbert de Rozario, singapurischer Hockeyspieler

#### 1926–1950

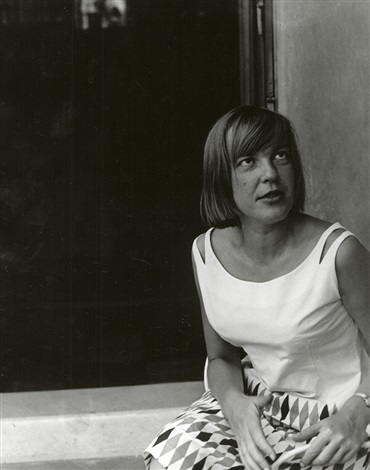
Ingeborg Bachmann (* 1926)

- 1926: Ingeborg Bachmann, österreichische Schriftstellerin
- 1926: Karl Erb, Schweizer Sportjournalist und Buchautor
- 1927: Serge Gut, schweizerisch-französischer Musikwissenschaftler, Komponist und Pianist
- 1927: Clemens Neuhaus, deutscher Maler

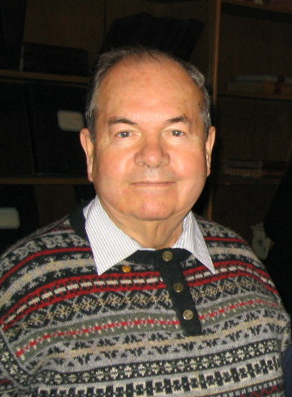
Alexei Abrikossow (* 1928)

- 1928: Alexei Alexejewitsch Abrikossow, russischer Physiker, Nobelpreisträger
- 1928: Michel Brault, kanadischer Kameramann und Regisseur
- 1928: Hermann Buschfort, deutscher Politiker, MdB, Parlamentarischer Staatssekretär
- 1928: Gloria Ford Gilmer, US-amerikanische Mathematikerin
- 1928: Peyo, belgischer Comiczeichner
- 1929: Eric Carle, US-amerikanischer Kinderbuchautor und -illustrator
- 1929: Francesco Marchisano, italienischer Erzpriester der Vatikanischen Basilika, Kardinal
- 1929: Helmut Seibt, österreichischer Eiskunstläufer
- 1930, Petar Šegvić, jugoslawischer Ruderer
- 1931: Miroslav Košler, tschechischer Chorleiter und Musikpädagoge
- 1931: Vishwanath Pratap Singh, indischer Politiker, Premierminister
- 1932: Peter Blake, britischer Maler
- 1932: Ichirō Ogimura, japanischer Tischtennisspieler und -funktionär
- 1932: George Sluizer, niederländischer Filmregisseur
- 1933: Álvaro Siza Vieira, portugiesischer Architekt
- 1934: Rudolf Mühleisen, deutscher Fußballspieler
- 1935: Lloyd McCollough, US-amerikanischer Rockabilly-Musiker
- 1935: Kurt Schwertsik, österreichischer Komponist
- 1935: Richard Alvin Tonry, US-amerikanischer Politiker, Mitglied des Repräsentantenhauses
- 1936: Bacharuddin Jusuf Habibie, indonesischer Politiker, Staatspräsident
- 1936: Bert Hölldobler, deutscher Verhaltensforscher, Soziobiologe und Evolutionsökologe
- 1937: Eddie Floyd, US-amerikanischer Soul- und R&B-Sänger
- 1937: Keizō Obuchi, japanischer Politiker, Premierminister
- 1937: Victor Yoran, russischer Violoncellist und Komponist
- 1938: Mick Allan, australischer Ruderer
- 1938: Hans-Dieter Klenk, deutscher Virologe

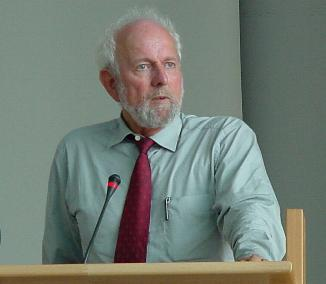
Ernst Ulrich von Weizsäcker (* 1939)

- 1939: Ernst Ulrich von Weizsäcker, deutscher Umweltwissenschaftler und Politiker, MdB
- 1940: Peer Augustinski, deutscher Schauspieler, Synchronsprecher, Hörspielsprecher und Hörbuchinterpret
- 1940: Thomas Köhler, deutscher Rennrodler
- 1941: Denys Arcand, kanadischer Filmregisseur
- 1941: Knut Urban, deutscher Physiker
- 1942: Joe Chambers, US-amerikanischer Jazz-Schlagzeuger
- 1942: Bengt Johansson, schwedischer Handballtrainer
- 1942: Kurt Lammert, deutscher Eishockeyspieler
- 1942: Willis Reed, US-amerikanischer Basketballspieler
- 1943: Peter Eichhorst, deutsch-US-amerikanischer Softwarepionier und -visionär, Dozent, Autor und Unternehmer

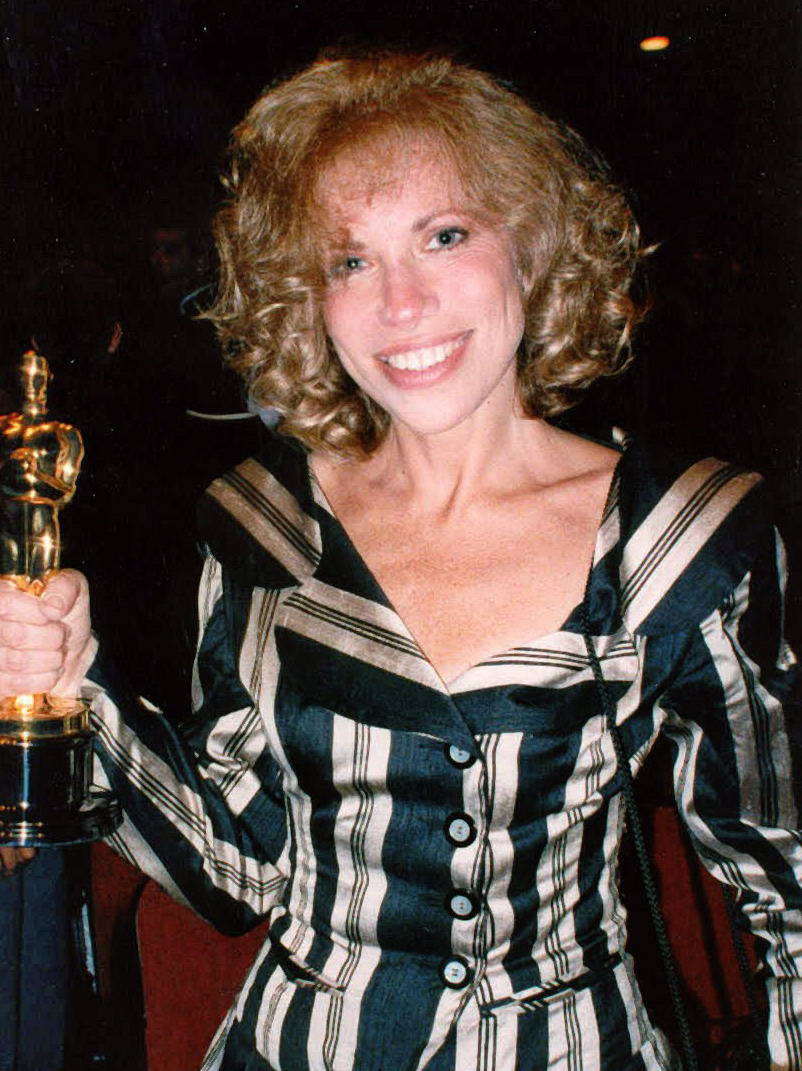
Carly Simon (* 1943)

- 1943: Carly Simon, US-amerikanische Sängerin und Songschreiberin, Oscargewinnerin
- 1944: Prince Amartey, ghanaischer Boxer
- 1945: Carolyn Cheeks Kilpatrick, US-amerikanische Politikerin, Mitglied des Repräsentantenhauses
- 1945: Johanna Liebeneiner, österreichische Schauspielerin
- 1946: Roméo Dallaire, kanadischer UN-General in Ruanda
- 1946: Ulrik le Fevre, dänischer Fußballspieler
- 1946: Norbert Haas, deutscher Unfallchirurg
- 1946: Henk van Kessel, niederländischer Motorradrennfahrer
- 1946: Ian McDonald, britischer Rockmusiker
- 1946: Wolfgang Mutzeck, deutscher Erziehungswissenschaftler und Hochschullehrer
- 1947: Charles Mendez, US-amerikanischer Automobilrennfahrer und Motorsportfunktionär
- 1947: John Powell, US-amerikanischer Diskuswerfer
- 1947: Jacques Zegers, belgischer Sänger
- 1948: Peggy Scott-Adams, US-amerikanische Blues- und Soul-Sängerin

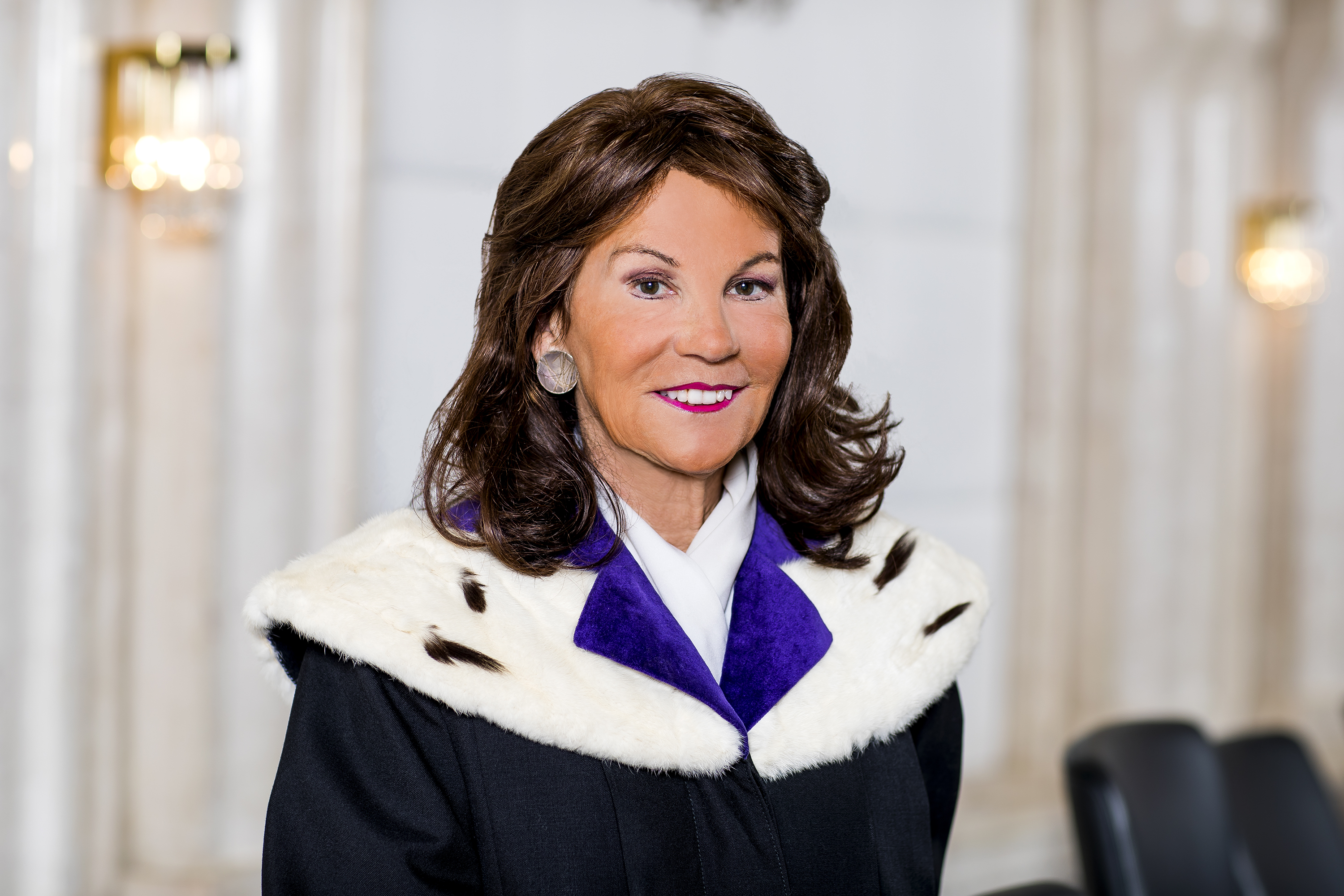
Brigitte Bierlein (* 1949)

- 1949: Brigitte Bierlein, österreichische Juristin und Bundeskanzlerin
- 1949: Vladek Lacina, tschechoslowakischer Ruderer
- 1949: Patrick Tambay, französischer Automobilrennfahrer
- 1950: Tatjana Borissowna Awerina, sowjetische Eisschnellläuferin
- 1950: Paul Breuer, deutscher Politiker
- 1950: Michel Côté, kanadischer Schauspieler

#### 1951–1975
- 1951: Eva Bayer-Fluckiger, Schweizer Mathematikerin
- 1952: Hans-Joachim Abel, deutscher Fußballspieler

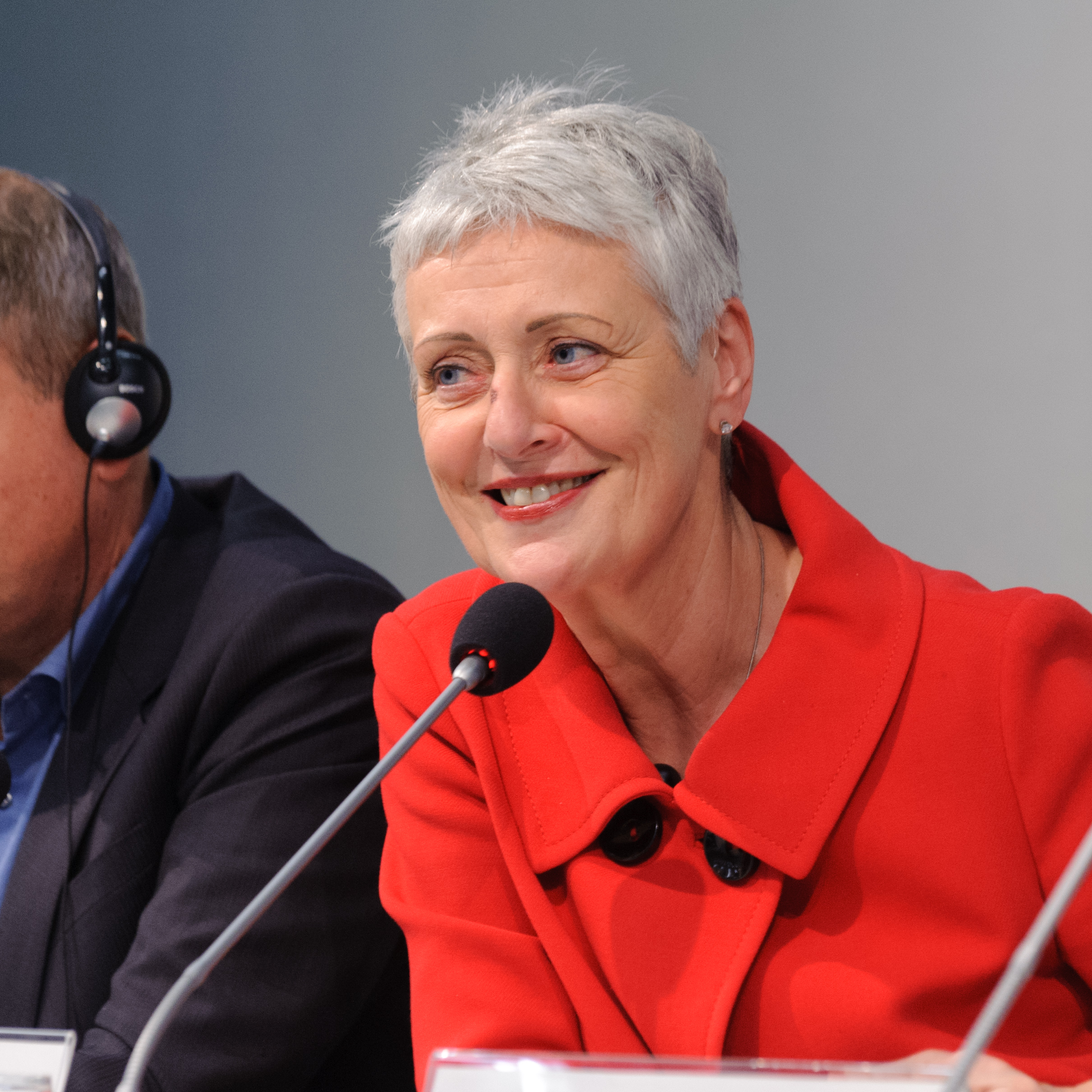
Marieluise Beck (* 1952)

- 1952: Marieluise Beck, deutsche Politikerin, MdB, MdBB, Parlamentarische Staatssekretärin
- 1952: Péter Erdő, Erzbischof von Esztergom-Budapest und Kardinal
- 1952: Oswaldo Frossasco, argentinischer Radsportler
- 1953: Olivier Ameisen, französischer Kardiologe und Buchautor
- 1953: Erich Räuker, deutscher Musiker und Synchronsprecher
- 1953: Udo Samel, deutscher Schauspieler
- 1954: David Paich, US-amerikanischer Keyboarder
- 1954: Sonia Sotomayor, US-amerikanische Juristin, Richterin am Obersten Gerichtshof
- 1955: Maxime Bossis, französischer Fußballspieler
- 1955: Rudolf Braun, deutscher Politiker, MdB
- 1955ː Christiane Leister, Schweizer Unternehmerin und Ökonomin
- 1956: Anthony Bourdain, US-amerikanischer Koch, Autor und Protagonist von TV-Dokumentationen

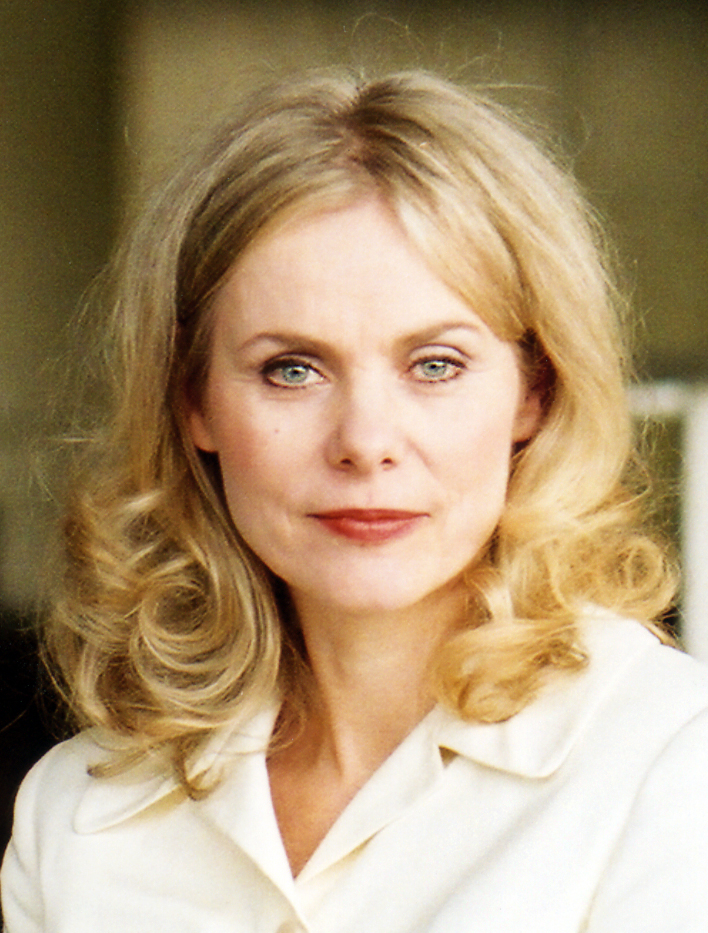
Kirsten Harms (* 1956)

- 1956: Kirsten Harms, deutsche Opernregisseurin
- 1956: Madeleine Petrovic, österreichische Politikerin, Abgeordnete zum Nationalrat, LAbg.
- 1957: William Goh, Erzbischof von Singapur und Kardinal
- 1957ː Ivana Houserová, tschechische Glaskünstlerin und Glasdesignerin
- 1957: Doris König, deutsche Rechtswissenschaftlerin, Vizepräsidentin des Bundesverfassungsgerichts
- 1958: Serik Achmetow, kasachischer Politiker, Premierminister
- 1958: Joanna Agius, maltesische Bogenschützin
- 1958: Harald Sicheritz, österreichischer Drehbuchautor und Regisseur
- 1958: Oscar van Dillen, niederländischer Komponist
- 1959: Lutz Dombrowski, deutscher Leichtathlet
- 1959: Jari Puikkonen, finnischer Skispringer
- 1960: Vittorio Hösle, deutscher Philosoph
- 1960: Edgar Naujok, deutscher Datenverarbeitungskaufmann und Politiker
- 1960: Thomas Schirrmacher, deutscher Theologe
- 1960: Aldo Serena, italienischer Fußballspieler
- 1961: Timur Nuruachitowitsch Bekmambetow, russischer Filmproduzent

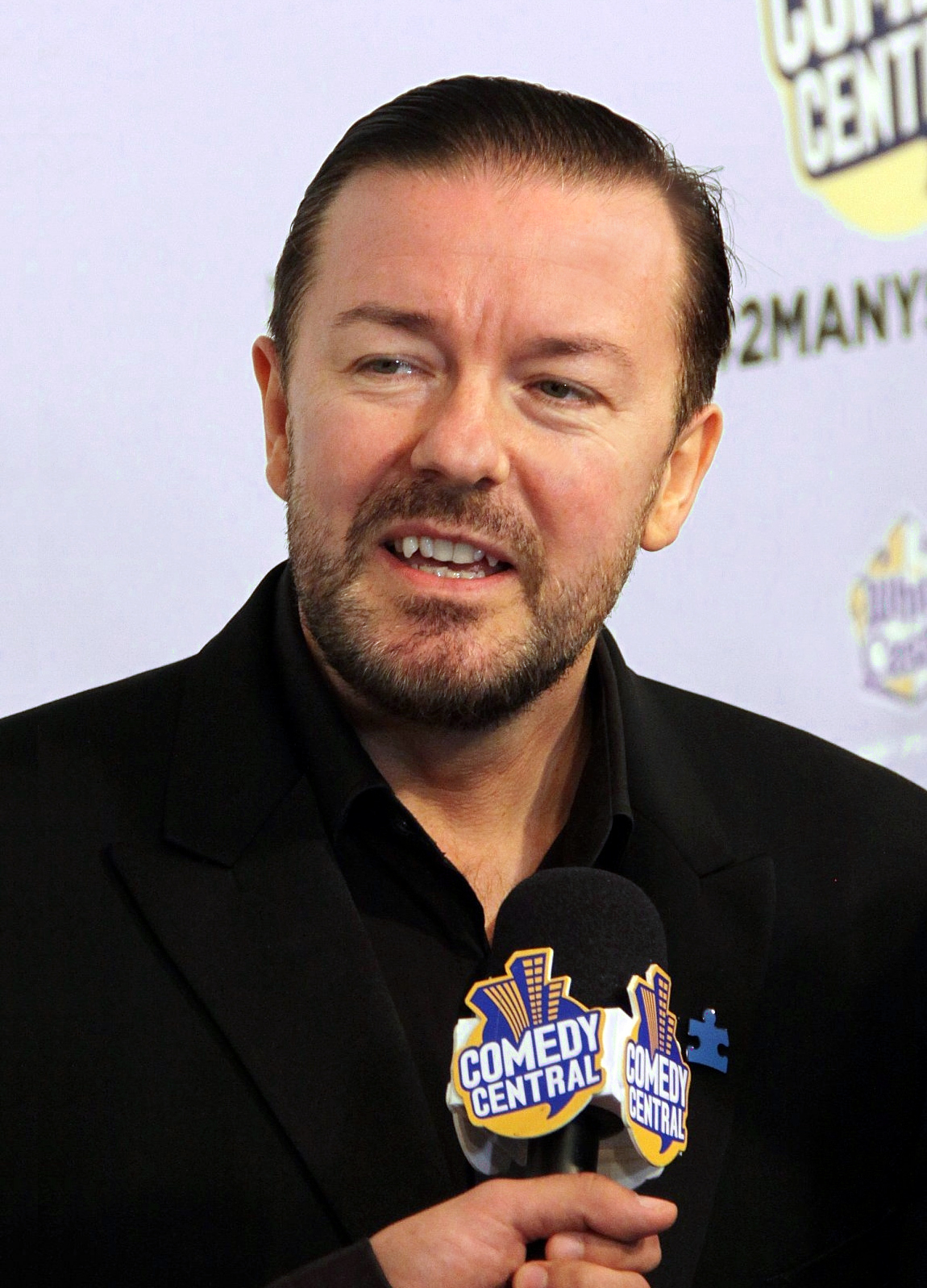
Ricky Gervais (* 1961)

- 1961: Ricky Gervais, britischer Komiker, Radiomoderator und Schauspieler
- 1963: Doug Gilmour, kanadischer Eishockeyspieler und -funktionär
- 1963: George Michael, britischer Sänger, Songwriter, Komponist, Musiker und Produzent
- 1964: Rodrigo Ávila, salvadorianischer Politiker
- 1964: Dell Curry, US-amerikanischer Basketballspieler
- 1964: Sonia Denoncourt, kanadische Fußballschiedsrichterin
- 1964: Christel Fechner, belgische Schwimmerin
- 1964: Jochen Gensichen, deutscher Mediziner und Wissenschaftler
- 1964: Erica Gimpel, US-amerikanische Sängerin, Film- und Fernsehschauspielerin
- 1964: Johnny Herbert, britischer Automobilrennfahrer
- 1964: Greg Raymer, US-amerikanischer Pokerspieler
- 1964: Nicole Saam, deutsche Sozialwissenschaftlerin und Hochschullehrerin
- 1964: Emma Suárez, spanische Schauspielerin
- 1964: Ernst Vettori, österreichischer Skispringer
- 1966: Bernd Metzke, deutscher Handballspieler
- 1966: Dikembe Mutombo, kongolesischer Basketballspieler
- 1967: Andreas Kunstein, deutscher Komponist
- 1967: Niels van der Zwan, niederländischer Ruderer
- 1968: Dorinel Munteanu, rumänischer Fußballspieler und -trainer
- 1970: Erki Nool, estnischer Leichtathlet, Olympiasieger
- 1970: Thomas Scharff, deutscher Schauspieler
- 1970: Sven Stricker, deutscher Hörspielregisseur und Autor
- 1971: Neil Lennon, nordirischer Fußballspieler
- 1971: Jason Lewis, US-amerikanischer Schauspieler
- 1971: Robert Reichel, tschechischer Eishockeyspieler
- 1972: Saif al-Islam al-Gaddafi, libyscher Politiker
- 1972: Peter Möller, schwedischer Handballspieler
- 1972: Kalle Wallner, deutscher Musiker, Songwriter und Komponist
- 1974: Ceylan Avcı, türkisch-kurdische Sängerin
- 1974: Glen Metropolit, kanadischer Eishockeyspieler
- 1975: Albert Costa, spanischer Tennisspieler
- 1975: Wladimir Borissowitsch Kramnik, russischer Schachspieler, Weltmeister

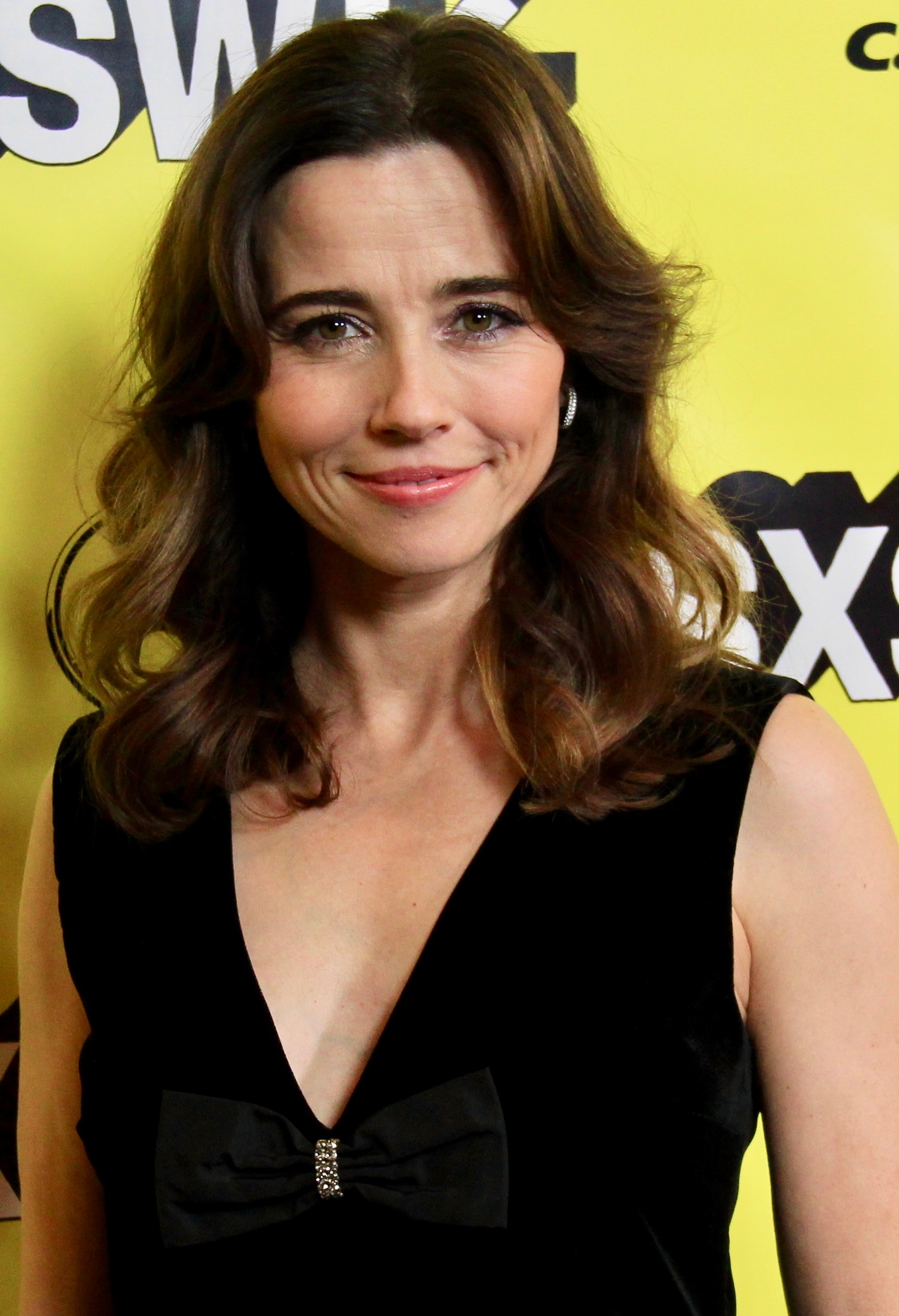
Linda Cardellini (* 1975)

- 1975: Linda Cardellini, US-amerikanische Schauspielerin

#### 1976–2000
- 1976: Alex Pagulayan, philippinisch-kanadischer Poolbillard- und Snookerspieler
- 1976: Yoshitomo Watanabe, japanische Manga-Zeichnerin
- 1977: Antonio Borghini, italienischer Jazzbassist
- 1978: Stuart Arthur, kanadischer Badmintonspieler
- 1979: Jan Gustafsson, deutscher Schachspieler, Großmeister
- 1979: Daniel Jensen, dänischer Fußballspieler
- 1979: Haddy N’jie, norwegische Sängerin, Songwriterin, Autorin, Journalistin und Fernsehmoderatorin
- 1980: Wael El Hindi, ägyptischer Squashspieler
- 1980: Robert Müller, deutscher Eishockeyspieler

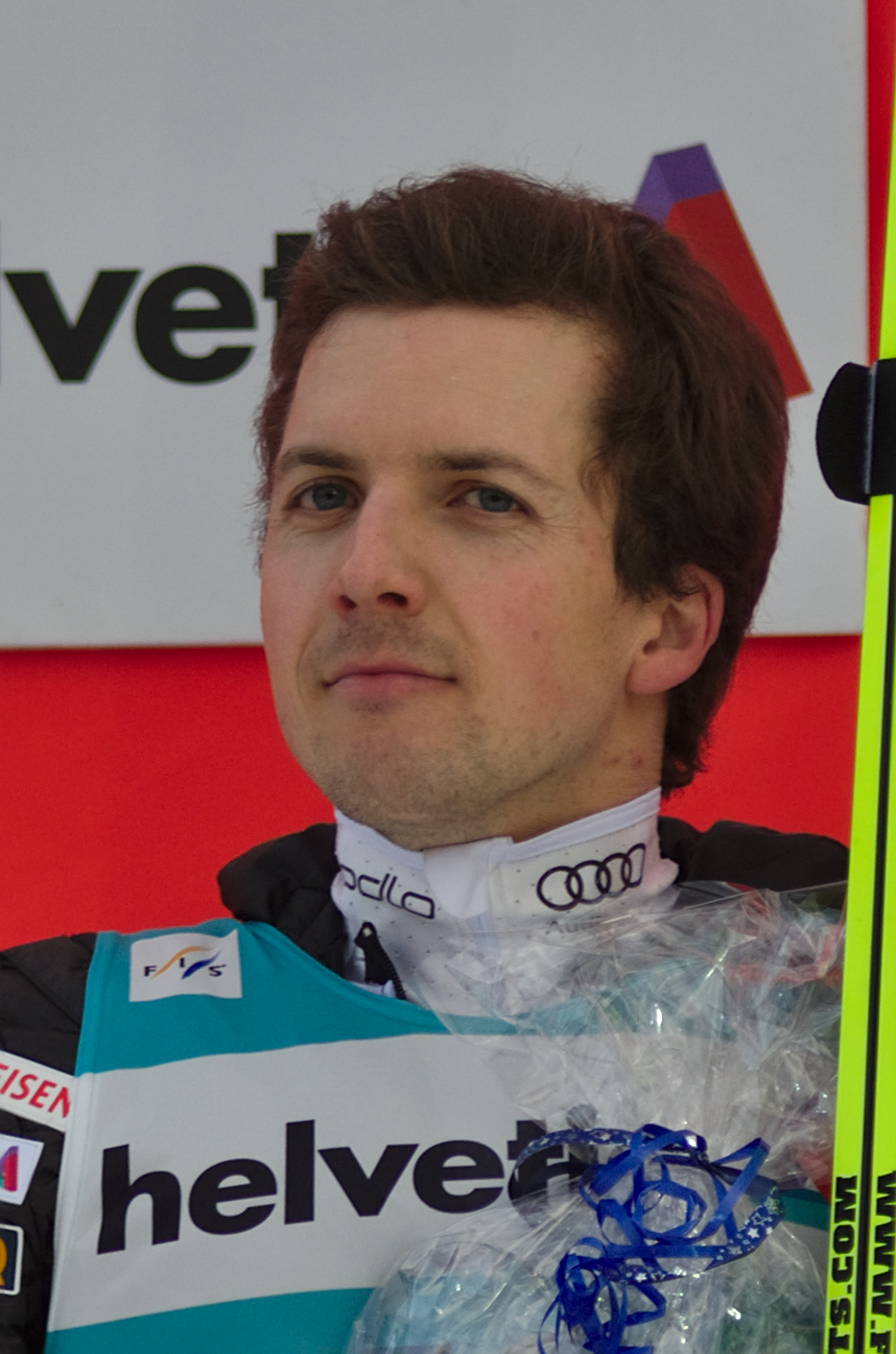
Simon Ammann (* 1981)

- 1981: Simon Ammann, Schweizer Skispringer
- 1981: Matt Schaub, US-amerikanischer American-Football-Spieler
- 1982: Thomas Hübener, deutscher Fußballspieler
- 1982: Michail Michailowitsch Juschny, russischer Tennisspieler
- 1982: Rain, südkoreanischer Sänger
- 1982: Nicolas Renavand, französischer Tennisspieler
- 1983: Pegah Ferydoni, deutsche Schauspielerin
- 1983: Daniele Gastaldello, italienischer Fußballspieler
- 1983: Marc Janko, österreichischer Fußballspieler
- 1984: Fatih Atik, französisch-türkischer Fußballspieler
- 1985: Anton Korobow, ukrainischer Schachspieler
- 1985: Karim Matmour, algerisch-französischer Fußballspieler
- 1986: Charlie Davies, US-amerikanischer Fußballspieler
- 1986: Linn Gossé, norwegische Handballspielerin
- 1987: Elis Bakaj, albanischer Fußballspieler
- 1987: Ida Elise Broch, norwegische Schauspielerin
- 1987: Benjamin Coakwell, kanadischer Bobfahrer
- 1987: Claudio Corti, italienischer Motorradrennfahrer

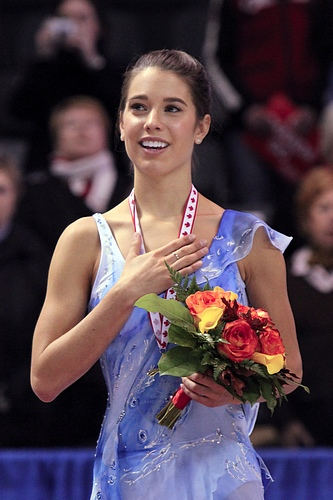
Alissa Czisny (* 1987)

- 1987: Alissa Czisny, US-amerikanische Eiskunstläuferin
- 1987: Elsa Baquerizo Macmillan, spanische Beachvolleyballspielerin
- 1987: Justin Mercier, US-amerikanischer Eishockeyspieler
- 1987: Hiroyuki Ōmichi, japanischer Fußballspieler
- 1988: Therese Johaug, norwegische Skilangläuferin
- 1988: Judith Wyder, Schweizer Orientierungsläuferin
- 1990: Jan Dekker, niederländischer Dartspieler
- 1990: Rian Agung Saputro, indonesischer Badmintonspieler
- 1990: Low Wee Wern, malaysische Squashspielerin

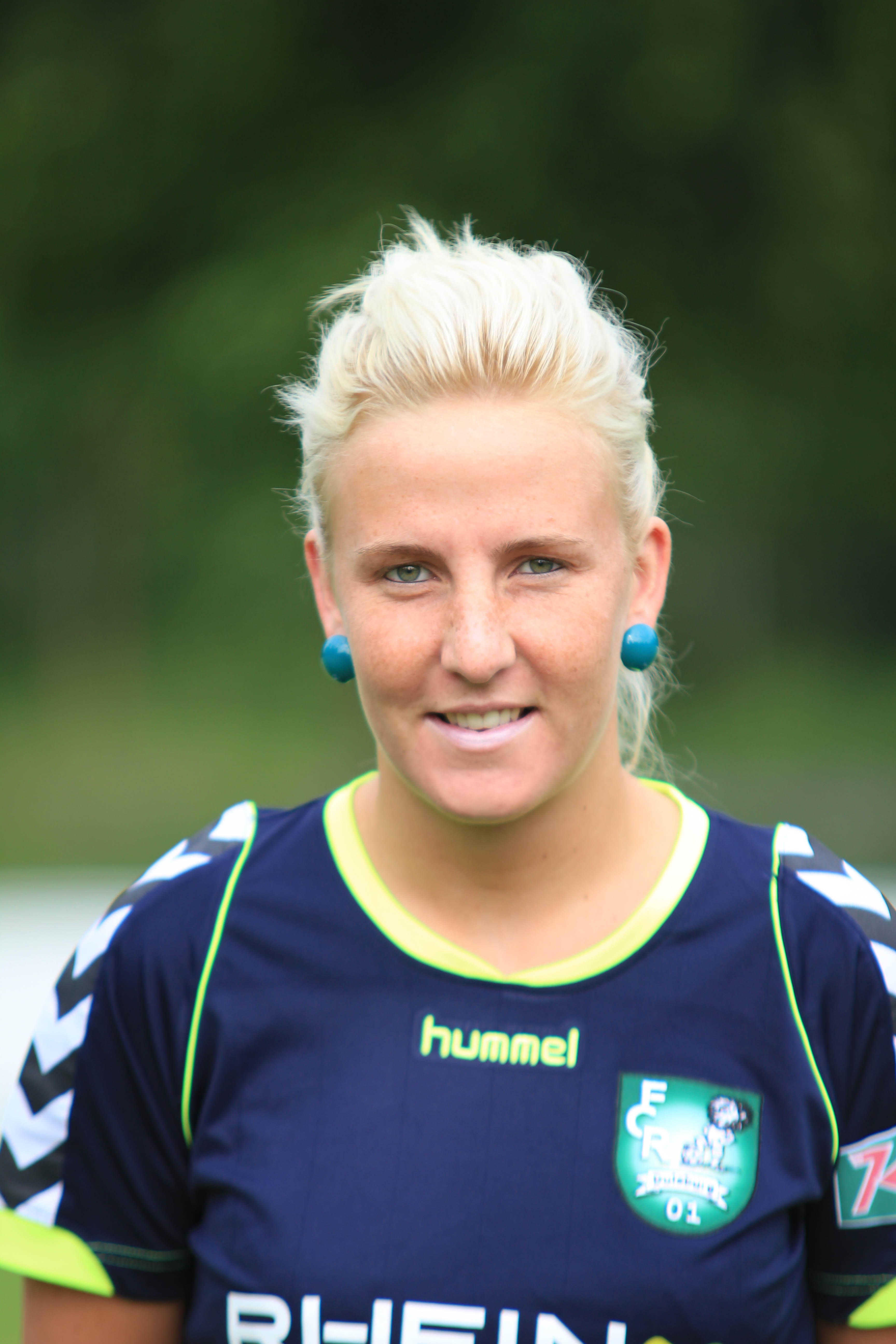
Julia Debitzki (* 1991)

- 1991: Julia Debitzki, deutsche Fußballspielerin
- 1991: Soner Demirtaş, türkischer Ringer
- 1991: Matthew Dennant, englischer Dartspieler
- 1991: Jack Lisowski, englischer Snookerspieler
- 1991: Christa Théret, französische Schauspielerin
- 1991: Victor Wanyama, kenianischer Fußballspieler

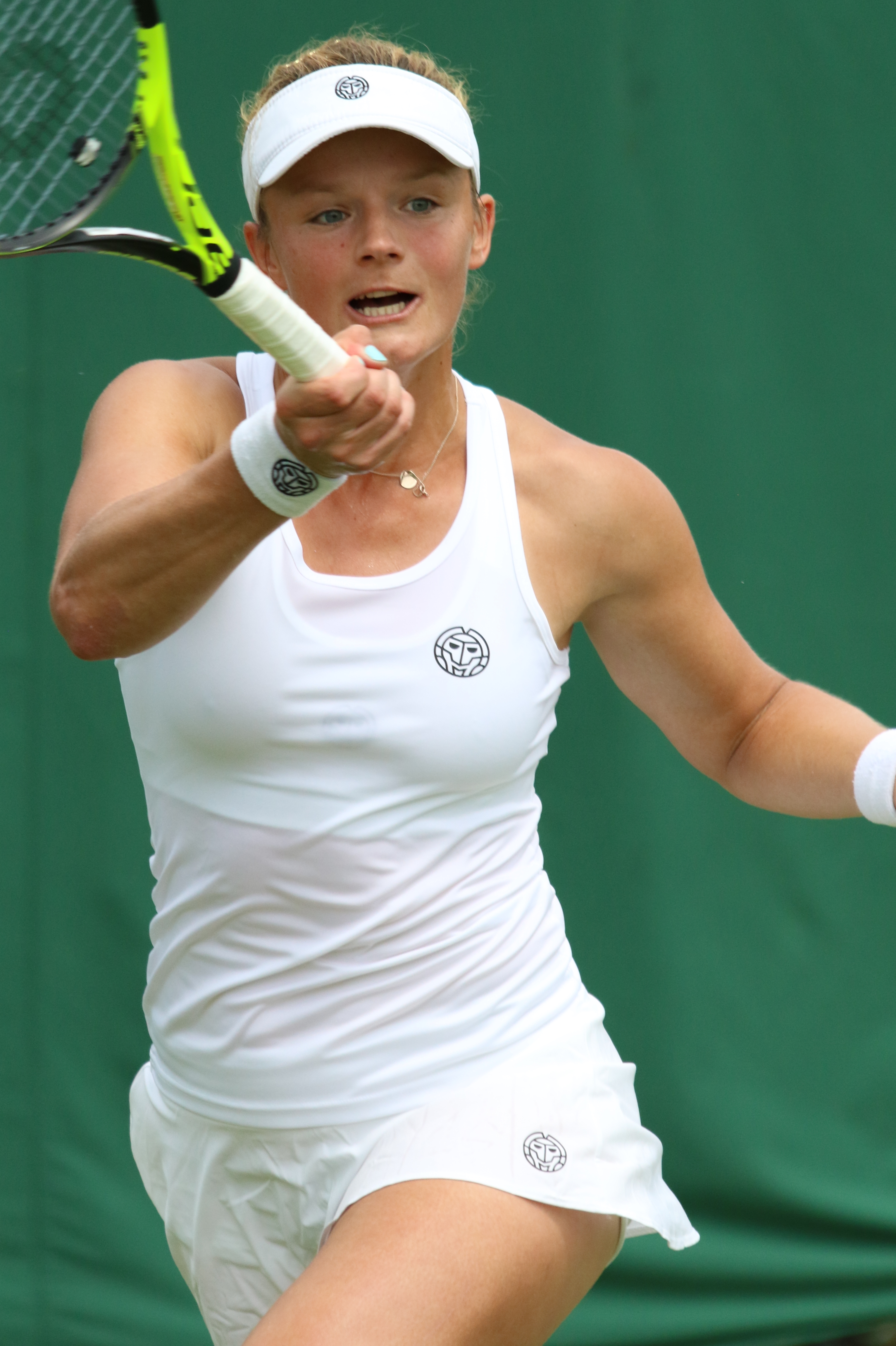
Anna Zaja (* 1991)

- 1991: Anna Zaja, deutsche Tennisspielerin
- 1991: Simone Zaza, italienischer Fußballspieler
- 1992: Leonora Armellini, italienische Pianistin
- 1992: Dorian Electra, US-amerikanische genderfluide Person
- 1992: Kelsey Robinson, US-amerikanische Volleyballspielerin
- 1993: Barney Clark, britischer Schauspieler
- 1993: Jonas Koch, deutscher Radrennfahrer
- 1993: Jarno Peters, deutscher Fußballtorhüter
- 1994: Felix von der Laden („Dner“), deutscher YouTuber
- 1995: Timo Kastening, deutscher Handballspieler
- 1996: Mohamed Dräger, deutsch-tunesischer Fußballspieler
- 1997: Henry Horn, deutscher Sänger und Schauspieler
- 1997: Rodrigo Bentancur, uruguayischer Fußballspieler

### 21. Jahrhundert
- 2002: Mason Vale Cotton, US-amerikanischer Schauspieler
- 2004: Michail Schaidorow, kasachischer Eiskunstläufer

## Gestorben

### Vor dem 16. Jahrhundert
- 0524: Chlodomer, ältester legitimer Sohn des Frankenkönigs Chlodwig I.
- 0862: Al-Muntasir, Kalif der Abbasiden
- 1031: Liao Shengzong, Kaiser der Liao-Dynastie im Norden des heutigen Chinas
- 1134: Niels, König von Dänemark
- 1150: Heinrich Zdik, Prager Diplomat und Bischof von Olmütz
- 1165: Gottfried von Admont, Abt von Admont
- 1218: Simon de Montfort, 5. Earl of Leicester, Anführer des Albigenserkreuzzugs
- 1245: Konrad von Eberstein, Fürstbischof von Speyer
- 1304: Otto I., Fürst von Anhalt-Aschersleben
- 1317: Heinrich von Harclay, englischer Scholastiker und Hochschullehrer
- 1329: Konrad IV. von Schöneck, Bischof von Worms
- 1337: Friedrich II. von Aragonien, König von Sizilien
- 1348: Rudolf IV., Markgraf von Baden
- 1355: Dietrich von Waldeck, Dompropst im Bistum Münster
- 1394: Dorothea von Montau, katholische Heilige
- 1402: Walter Devereux, englischer Ritter und Politiker
- 1423: Rainald, Herzog von Jülich und Geldern
- 1462: Catherine d’Alençon, französische Adlige, Herzogin von Bayern-Ingolstadt
- 1483: Richard Grey, englischer Adeliger
- 1483: Thomas Vaughan, walisischer Politiker, Höfling, Militär und Diplomat
- 1483: Anthony Woodville, 2. Earl Rivers, englischer Adeliger

### 16. bis 18. Jahrhundert
- 1531: Adam I. von Neuhaus, Oberster Kanzler von Böhmen

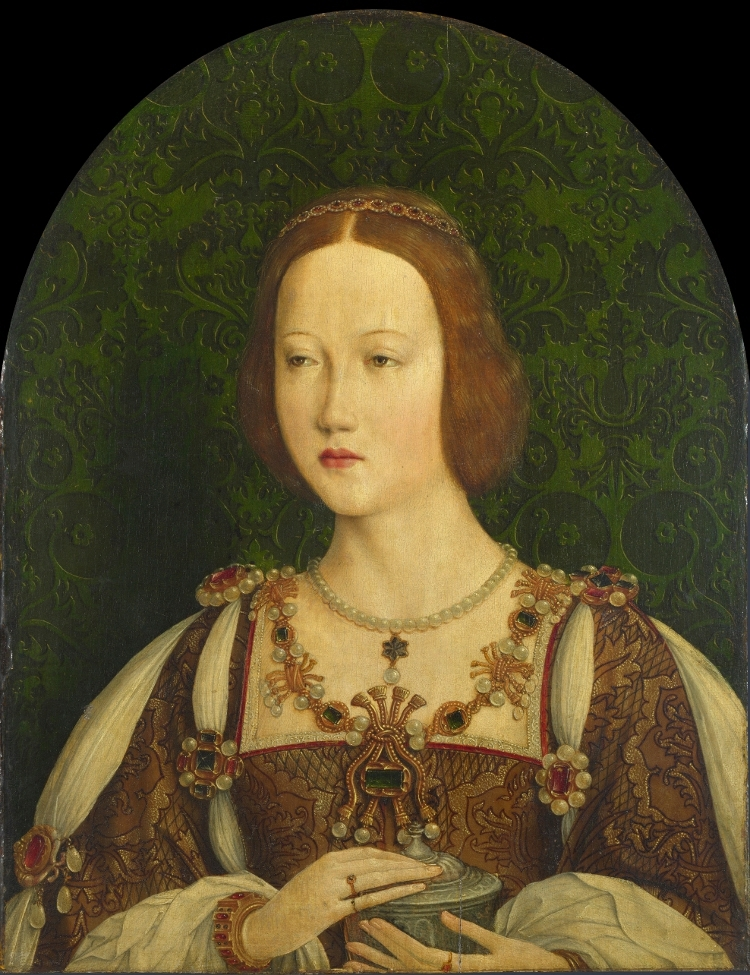
Mary Tudor († 1533)

- 1533: Mary Tudor, englische Adelige und Königin von Frankreich
- 1549: Wendel Roskopf, Ratswerkmeister in Görlitz und Landbaumeister in Schlesien
- 1558: Johannes Ferrarius, deutscher Jurist, Theologe und Philosoph
- 1560: Konrad Nesen, deutscher Humanist und Bürgermeister von Zittau
- 1565: Herluf Trolle, dänischer Admiral und Seeheld
- 1584: Ulrich Fugger, deutscher Humanist
- 1595: William Aubrey, walisischer Rechtsgelehrter
- 1598: Giacomo Gaggini, sizilianischer Bildhauer
- 1600: David Chyträus, deutscher evangelischer Theologe, Historiker, Schulorganisator und Rektor der Universität Rostock
- 1601: Peregrine Bertie, 13. Baron Willoughby de Eresby, englischer Adliger, Diplomat und General
- 1635: Johannes Kempf, deutscher Mediziner
- 1640: Anton Nesen, deutscher Rechtswissenschaftler
- 1648: Godart van Reede, niederländischer Staatsmann
- 1651: Andreas Burckhardt, Kanzler des Herzogtums Württemberg
- 1652: Abraham von Franckenberg, schlesischer Mystiker
- 1665: Sigmund Franz, Landesfürst von Tirol
- 1669: François de Bourbon-Vendôme, duc de Beaufort, Herzog von Beaufort, Pair von Frankreich
- 1671: Giovanni Riccioli, italienischer Astronom
- 1673: Charles de Batz-Castelmore d’Artagnan, Musketier der Garde Ludwigs XIV.
- 1681: Karl Eugen von Arenberg, Herzog von Arenberg und Herzog von Aarschot
- 1709: Friedrich VII. Magnus, Markgraf von Baden-Durlach
- 1715: Jean Baptiste du Casse, französischer Flibustier und Admiral
- 1731: Johann Christian Schröter, deutscher Rechtswissenschaftler
- 1734: Johann Friedrich Riederer, deutscher Dichter
- 1734: Johann Andreas Thelott, Augsburger Goldschmied, Zeichner und Kupferstecher
- 1747: Bonaventura Stapf, Allgäuer Maler und Vergolder
- 1750: Diego Francesco Carlone, italienischer Stuckateur
- 1764: Wilhelm Ernst Starke, deutscher reformierter Theologe, Philologe und Kirchenlieddichter
- 1767: Gottfried Sellius, deutscher Jurist, Naturforscher und Übersetzer
- 1767: Georg Philipp Telemann, deutscher Komponist des Barock
- 1774: Johann Casper Beck, deutscher Orgelbauer
- 1785: Jacob von Staehlin, deutscher Universalgelehrter und Staatsrat in russischen Diensten
- 1791: Conrad Wilhelm von Ahlefeldt, deutscher General und Kriegsminister
- 1799: Asada Gōryū, japanischer Astronom und Anatom

### 19. Jahrhundert
- 1804: Georges Cadoudal, französischer General
- 1805: Anton Pfliegler, österreichischer Orgelbauer
- 1815: Friedrich Ernst von Schauroth, preußischer Generalmajor

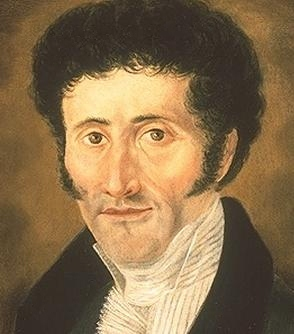
E. T. A. Hoffmann († 1822)

- 1822: E. T. A. Hoffmann, deutscher Schriftsteller, Jurist und Komponist, Kapellmeister und Musikkritiker, Zeichner und Karikaturist
- 1825: Friedrich Carl von Ahlefeldt, deutscher Leutnant und General
- 1827: Johann Gottfried Eichhorn, deutscher Orientalist und Historiker
- 1848: Jakob von Albertini, Schweizer Politiker
- 1855: August Friedrich Ernst von Arnswaldt, deutscher Literat
- 1856: Max Stirner, deutscher Philosoph
- 1857: Langdon Cheves, US-amerikanischer Politiker, Mitglied und Sprecher des Repräsentantenhauses, Präsident der Nationalbank
- 1858: Friedrich August Gotthold, deutscher Pädagoge und Schuldirektor
- 1860: Louis Drechsler, deutscher Cellist
- 1860: Pōtatau Te Wherowhero, König der Māori in Neuseeland
- 1861: Abdülmecid I., Sultan des Osmanischen Reichs
- 1863: Johann Karl Ehrenfried Kegel, deutscher Agronom, Erforscher der Halbinsel Kamtschatka
- 1864: Otto Ruppius, deutscher Schriftsteller
- 1864: Wilhelm I., König von Württemberg
- 1868: Carlo Matteucci, italienischer Physiker, Neurophysiologe und Politiker, Senator, Minister
- 1875: Heinrich Wilhelm Breidenfeld, deutscher Orgelbauer
- 1876: Jakob Albrecht, Schweizer Viehhändler und Politiker

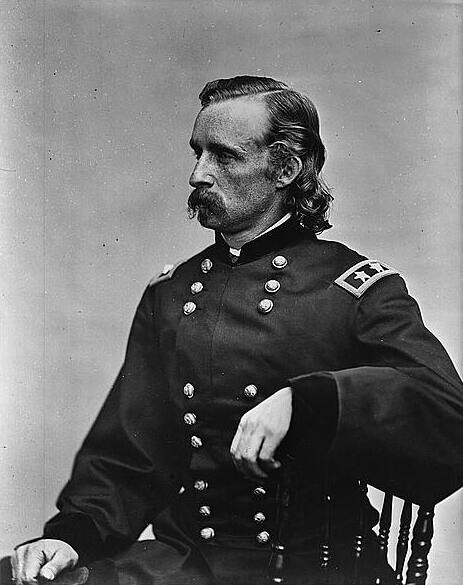
George A. Custer († 1876)

- 1876: George Armstrong Custer, US-amerikanischer Kavalleriegeneral
- 1884: Hans Rott, österreichischer Komponist und Organist
- 1885: Joseph Chiles, US-amerikanischer Offizier und Pionier
- 1888: August Pichler, österreichischer Theaterschauspieler und Komiker

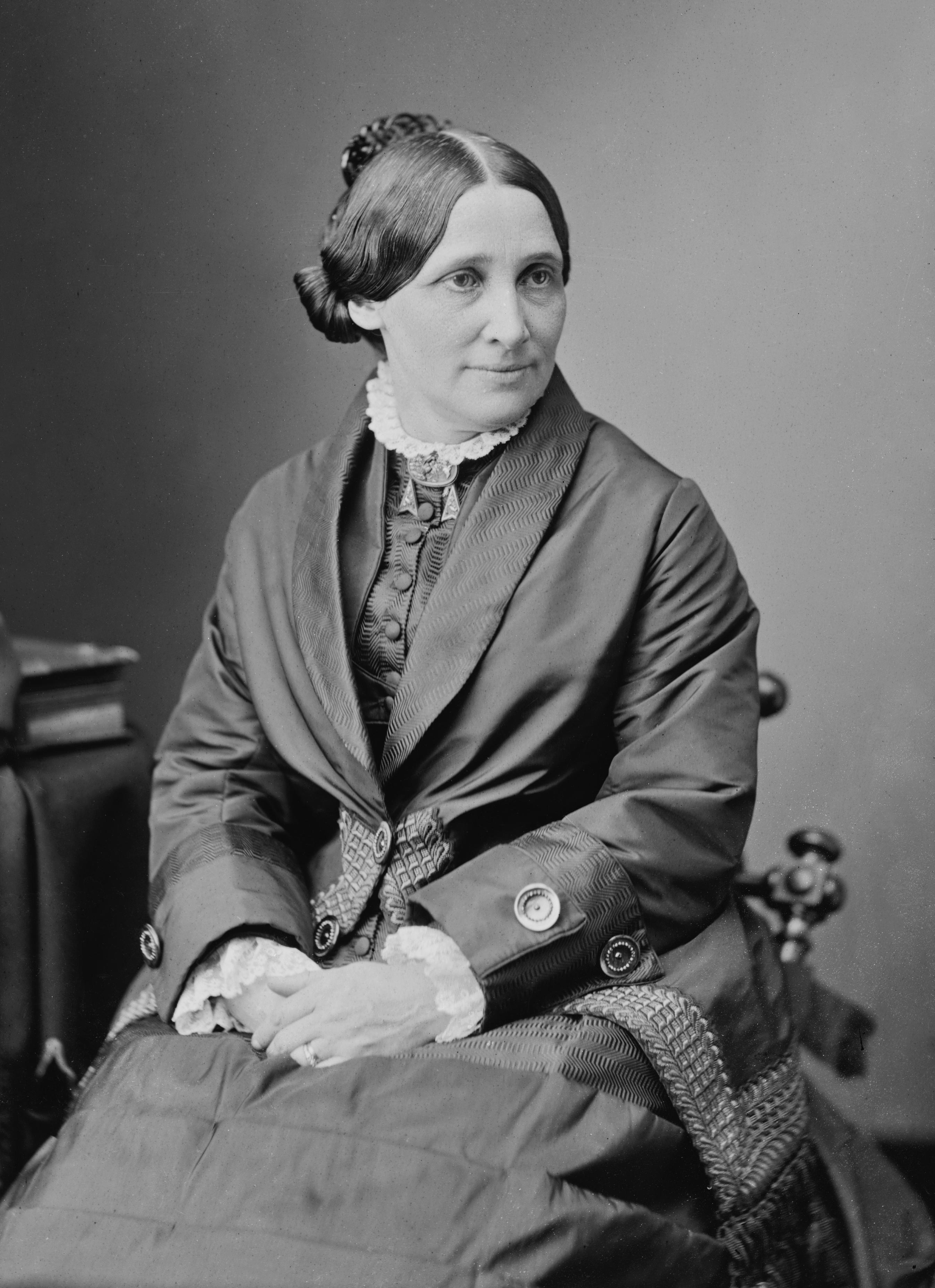
Lucy Hayes († 1889)

- 1889: Lucy Hayes, US-amerikanische First Lady
- 1894: Marie François Sadi Carnot, französischer Ingenieur und Politiker, Staatspräsident
- 1894: George Washington Fleeger, US-amerikanischer Politiker, Mitglied des Repräsentantenhauses
- 1896: Samuel Leonard Tilley, kanadischer Politiker, Premierminister von New Brunswick
- 1899: Franziskus von Paula Schönborn, Bischof von Budweis und Erzbischof von Prag, Kardinal
- 1900: Ludwig Abel, deutscher Semitist

### 20. Jahrhundert

#### 1901–1950
- 1904: Wilhelm Jordan, deutscher Schriftsteller und Politiker

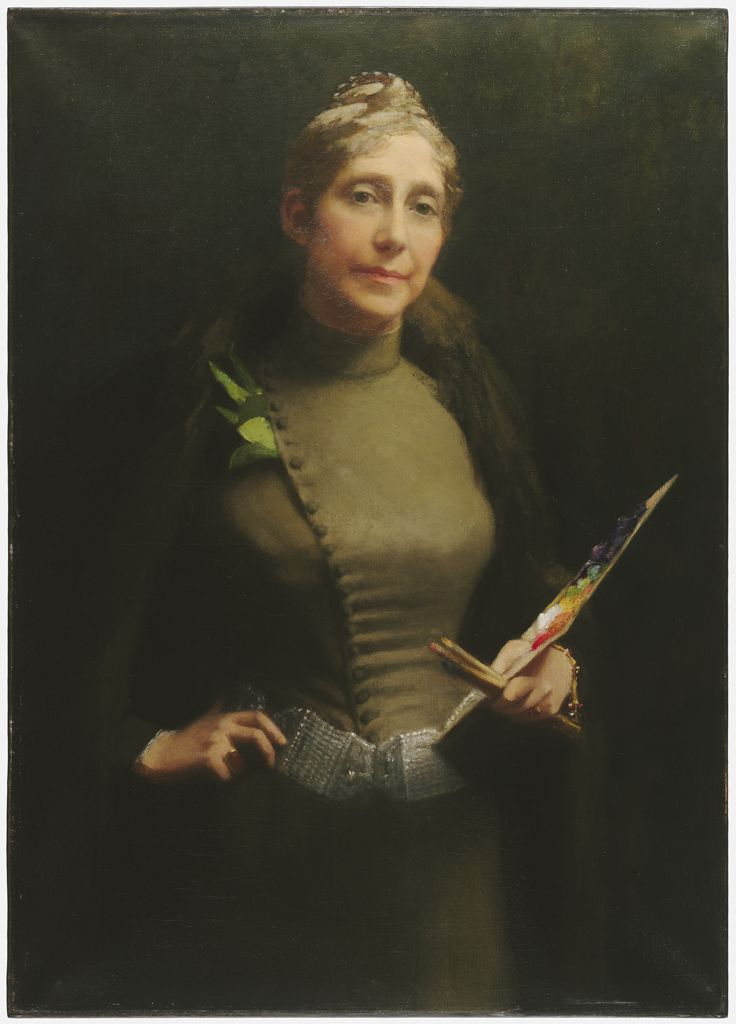
Sarah Wyman Whitman († 1904)

- 1904: Sarah Wyman Whitman, US-amerikanische Künstlerin

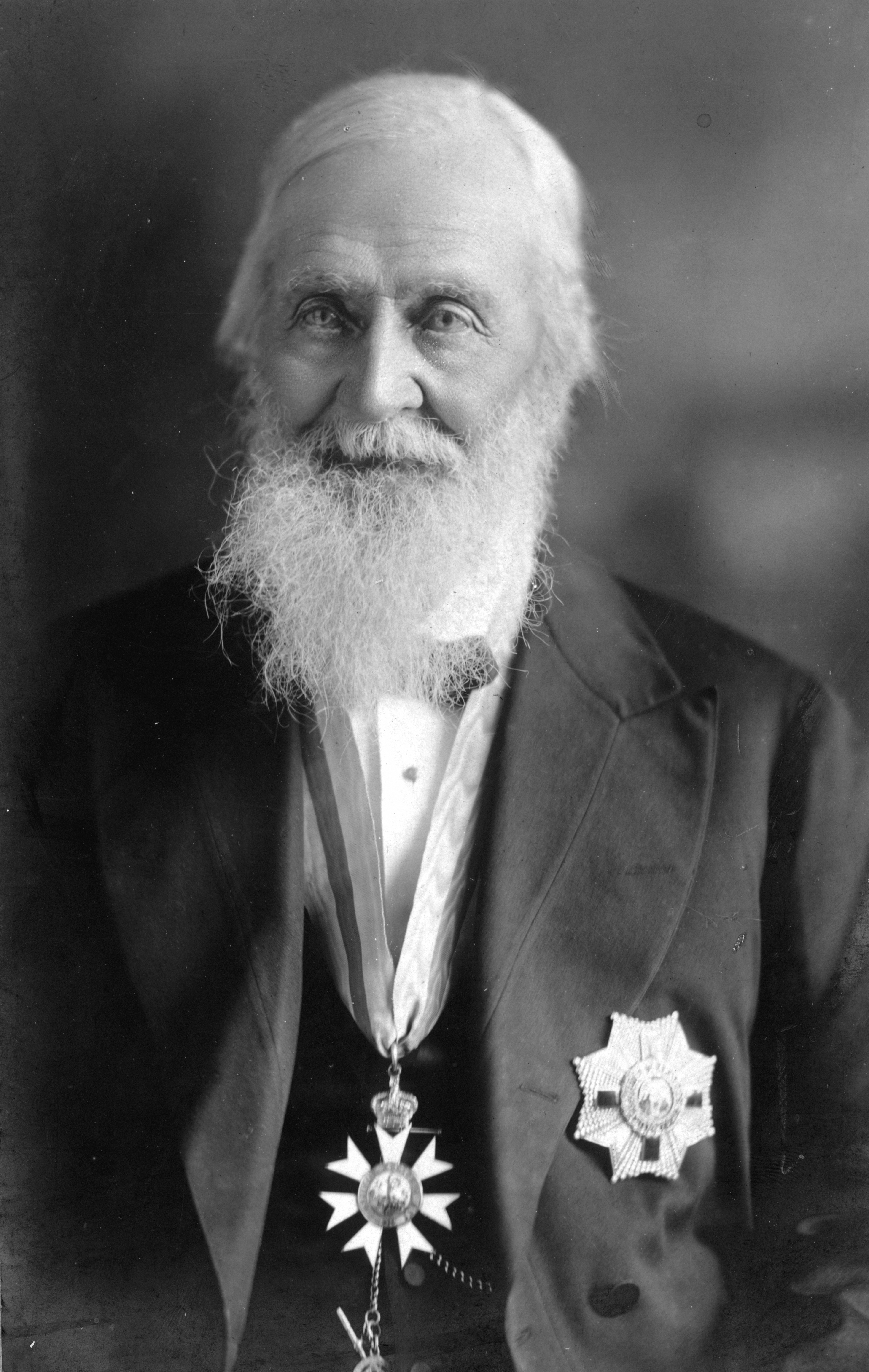
August Gregory († 1905)

- 1905: Augustus Gregory, australischer Entdecker
- 1906: Stanford White, US-amerikanischer Architekt
- 1907: Hubert Stier, deutscher Architekt
- 1912: Hubert Latham, französischer Luftfahrtpionier
- 1912: Lawrence Alma-Tadema, niederländischer Maler und Zeichner
- 1914: Georg II. von Sachsen-Meiningen, deutscher Adliger, Reformator und Förderer des Theaters, Theaterleiter, Regisseur, Bühnenbildner und Kulturpolitiker
- 1914: Karl Wegener, deutscher Eisenbahn-Ingenieur, Baumeister, Architekt und Unternehmer sowie Vereins- und Verbandsfunktionär
- 1915: Rafael Joseffy, ungarischer Pianist und Musikpädagoge
- 1919: Richard Seifert, deutscher Chemiker
- 1925: Josef Breuer, Wiener Arzt, Physiologe und Philosoph
- 1927: Heinrich Schenck, deutscher Botaniker
- 1929: Georges Courteline, französischer Schriftsteller
- 1933: Giovanni Giacometti, Schweizer Maler und Grafiker (Post-Impressionismus)
- 1935: Erich Schultz-Ewerth, deutscher Kolonialbeamter und Schriftsteller

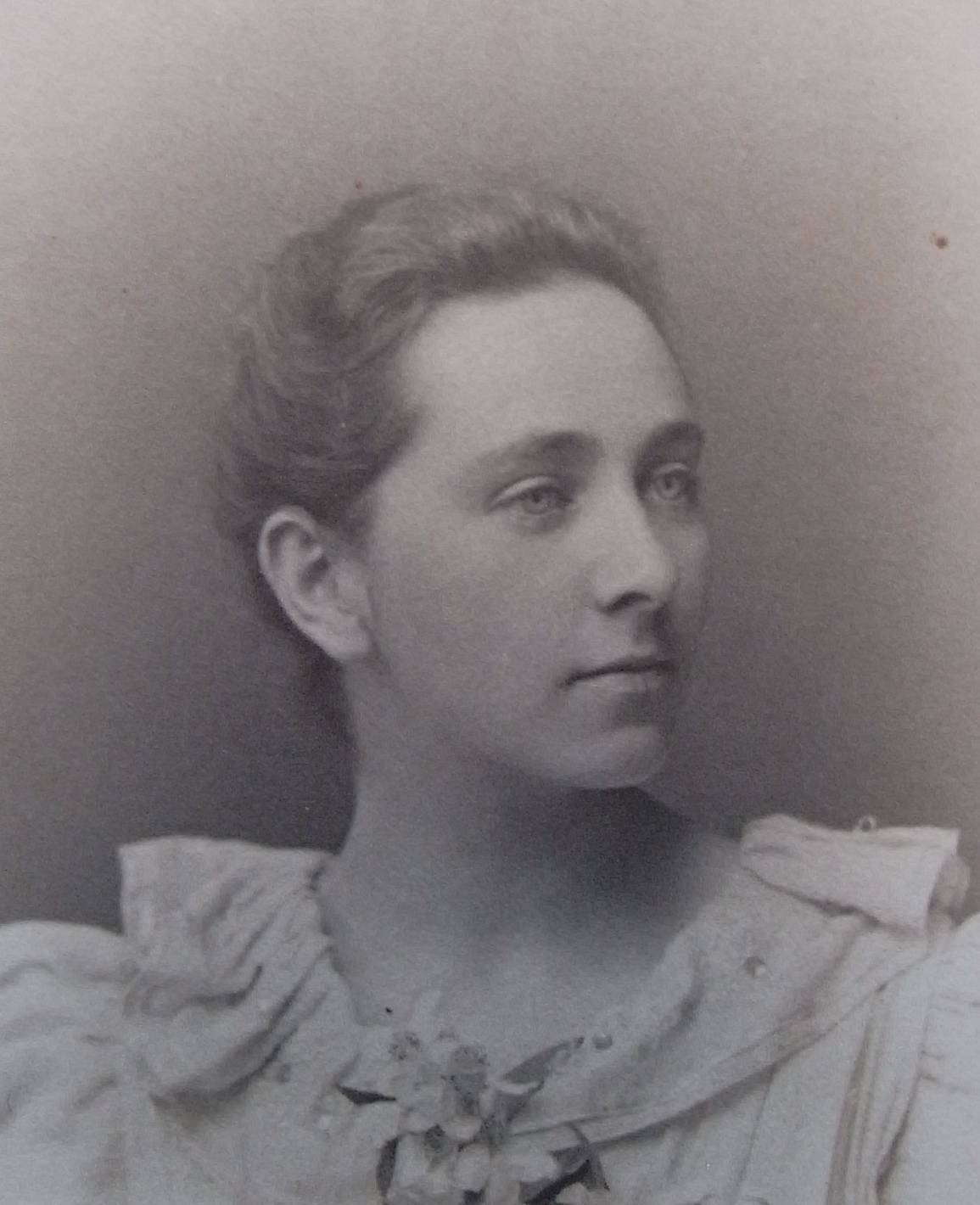
Edith Stoney († 1938)

- 1938: Edith Stoney, irische Physikerin
- 1938: Nikolai Sergejewitsch Trubetzkoy, russischer Linguist und Ethnologe
- 1939: Richard Seaman, britischer Automobilrennfahrer
- 1944: James Atkin, Baron Atkin, britischer Jurist
- 1945: Eberhard Kinzel, deutscher General

#### 1951–1975
- 1952: Luke Jordan, US-amerikanischer Blues-Gitarrist und Sänger
- 1953: Antonio Abenoza, spanischer Fußballspieler
- 1953: Jean Édouard Andreau, französischer Ingenieur und Aerodynamiker
- 1956: Ernest J. King, US-amerikanischer Admiral
- 1956: Miyagi Michio, japanischer Komponist und Kotospieler
- 1957: Thea Aichbichler, deutsche Schauspielerin
- 1958: Heinz Winkler, deutscher Politiker, Minister für Aufbau in der DDR
- 1960: Otto Ender, österreichischer Politiker, Landeshauptmann von Vorarlberg, Bundeskanzler
- 1960: Walter Baade, deutscher Astronom und Astrophysiker
- 1962: Vittorio Belmondo, italienischer Unternehmer, Industrieller und Automobilrennfahrer

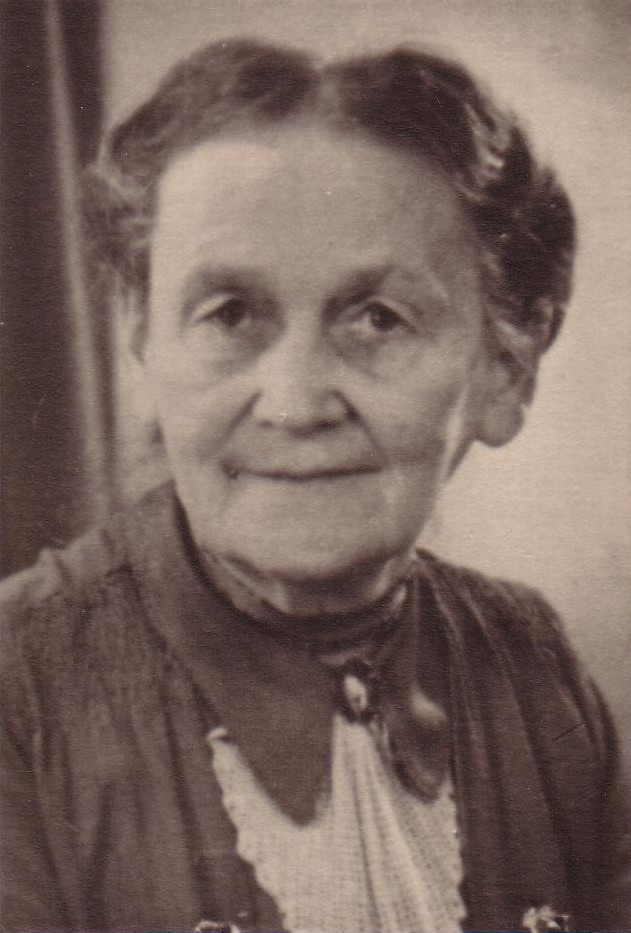
Erna von Dobschütz († 1963)

- 1963: Erna von Dobschütz, deutsche Porträtmalerin
- 1963: Georg Pelster, deutscher Gewerkschafter und Politiker, MdB, MdEP
- 1964: Gerrit Rietveld, niederländischer Schreinermeister
- 1965: Max Haufler, Schweizer Schauspieler und Maler
- 1966: Elisabeth Kaerrick, Dostojewski-Übersetzerin
- 1969: Franz Klafböck, österreichischer Politiker, LAbg.
- 1971: Valentin Baur, deutscher Politiker, MdL, MdB
- 1971: Mario Magnozzi, italienischer Fußballspieler und -trainer
- 1971: John Boyd Orr, 1. Baron Boyd-Orr, britischer Ernährungswissenschaftler
- 1975: Javier Ambrois, uruguayischer Fußballspieler
- 1975: Antonio Romera, chilenischer Kunstwissenschaftler und -kritiker, Zeichner und Karikaturist

#### 1976–2000
- 1976: Johnny Mercer, US-amerikanischer Sänger
- 1977: Olave Baden-Powell, britische Mitgründerin der Pfadfinderinnen
- 1977: Sue Kaufman, US-amerikanische Autorin
- 1977: Petko Stajnow, bulgarischer Komponist
- 1977: Endre Szervánszky, ungarischer Komponist und Gerechter unter den Völkern
- 1978: Ahmad Koroh, 5. zeremonielles Staatsoberhaupt des malaysischen Bundesstaats Sabah
- 1979: Ewa Bandrowska-Turska, polnische Sängerin und Musikpädagogin
- 1979: Philippe Halsman, lettisch-US-amerikanischer Porträtfotograf
- 1979: Marc Sway, Schweizer Pop-Rock-Musiker
- 1980: Herbert Kühn, deutscher Prähistoriker, Religionswissenschaftler, Philosoph und Kunsthistoriker
- 1983: Maria Viktoria von Attems, österreichische Gastronomin
- 1983: Alberto Ginastera, argentinischer Komponist
- 1983: Marianne Hütel, erzgebirgische Heimatdichterin und Mundartsprecherin
- 1984: Michel Foucault, französischer Philosoph
- 1984: Else Lohmann, deutsche Malerin
- 1985: Connie Curtis Crayton, US-amerikanischer Blues-Sänger und Gitarrist
- 1986: Reinhold Münzenberg, deutscher Fußballspieler
- 1986: Hans Wildberger, Schweizer evangelischer Geistlicher und Hochschullehrer

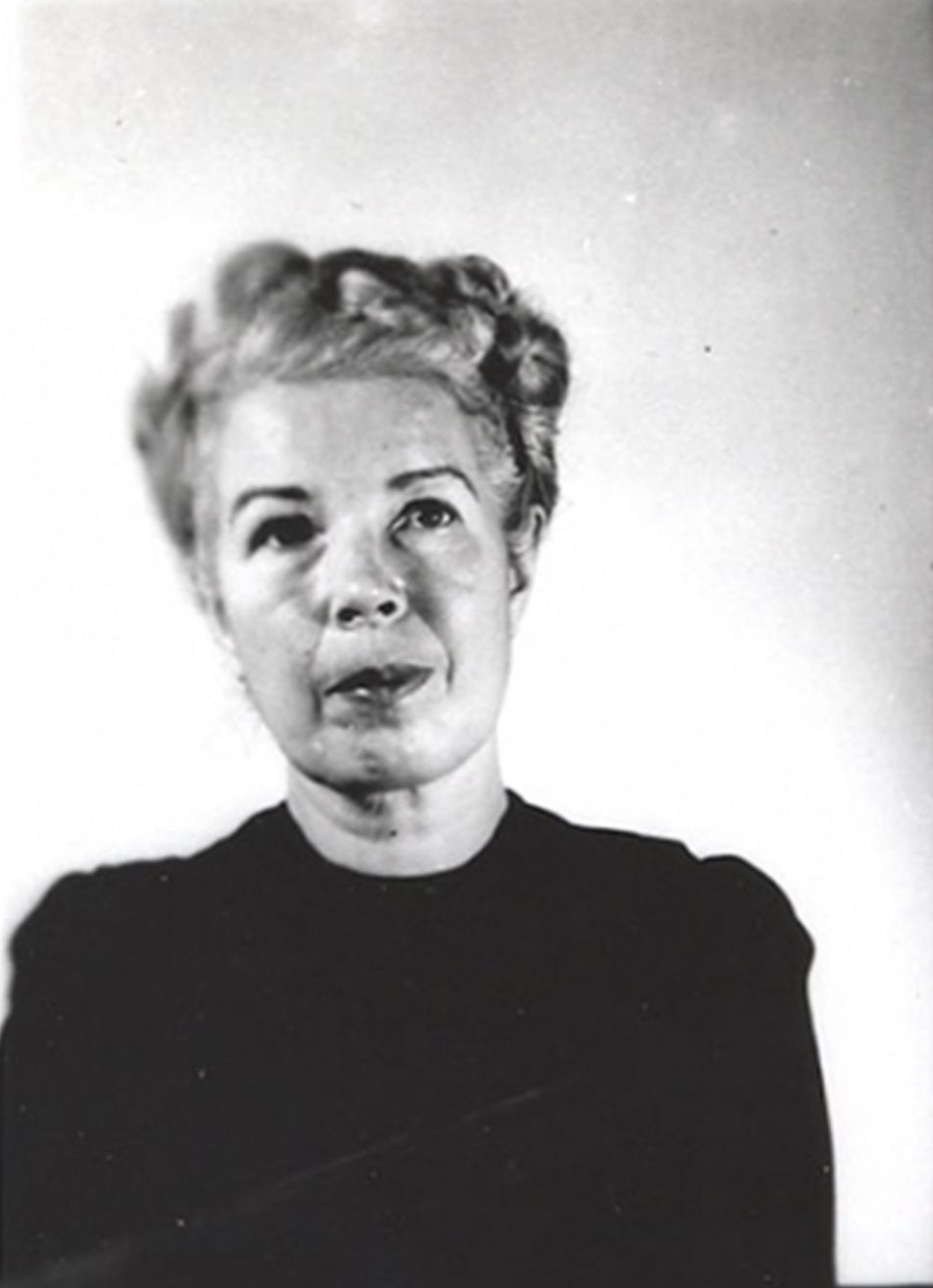
Mildred Gillars (* 1988)

- 1988: Mildred Gillars, US-amerikanische Radiomoderatorin
- 1988: Hillel Slovak, US-amerikanischer Gitarrist (Red Hot Chili Peppers)
- 1989: Ludwig Aulbach, deutscher Journalist und Chefredakteur
- 1989: Jimmy Patton, US-amerikanischer Country- und Rockabilly-Musiker
- 1989: Jean-Marie Raimbaud MAfr, französischer Ordensgeistlicher und römisch-katholischer Bischof von Laghouat
- 1990: Peggy Glanville-Hicks, australische Komponistin

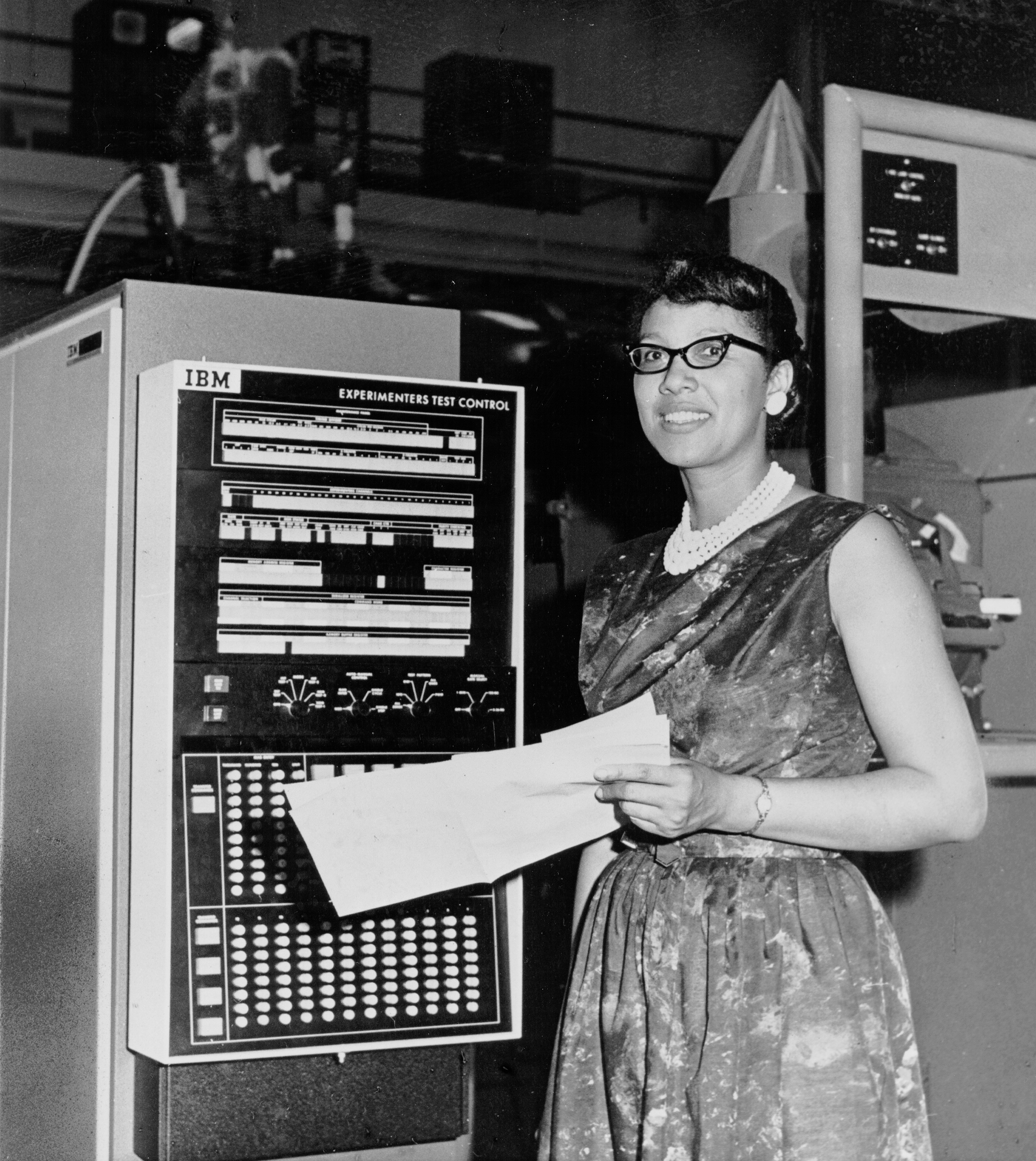
Melba Roy Mouton († 1990)

- 1990: Melba Roy Mouton, US-amerikanische Informatikerin
- 1992: Irma Tübler, deutsche Politikerin, MdB
- 1992: James Stirling, britischer Architekt
- 1993: Mona Baptiste, aus Trinidad und Tobago stammende Blues- und Popsängerin
- 1993: Miroslav Klega, tschechischer Komponist
- 1993: Miguel Mármol, salvadorianischer Gewerkschaftsaktivist
- 1993: Louise Rösler, deutsche Künstlerin
- 1995: Ernest Walton, irischer Physiker und Nobelpreisträger
- 1997: Jacques-Yves Cousteau, französischer Meeresforscher
- 1999: Peter Abeles, australischer Unternehmer
- 1999: Rawilja Agletdinowa, sowjetische Mittelstreckenläuferin
- 1999: Everett Helm, US-amerikanischer Komponist, Musikwissenschaftler und Journalist
- 2000: Wilson Simonal, brasilianischer Sänger

### 21. Jahrhundert
- 2001: Barbara Dittus, deutsche Schauspielerin
- 2001: Kurt Hoffmann, deutscher Regisseur
- 2002: Karl-Heinz Klostermeier, deutscher Volkswirt und Rundfunkintendant
- 2003: Lester Maddox, US-amerikanischer Politiker, Gouverneur von Georgia
- 2005: Shana Alexander, US-amerikanische Journalistin
- 2005: Jiří Kodet, tschechischer Schauspieler
- 2006: Arif Mardin, türkischer Musikproduzent
- 2007: Michel Lotito, französischer Entertainer
- 2009: Farrah Fawcett, US-amerikanische Schauspielerin

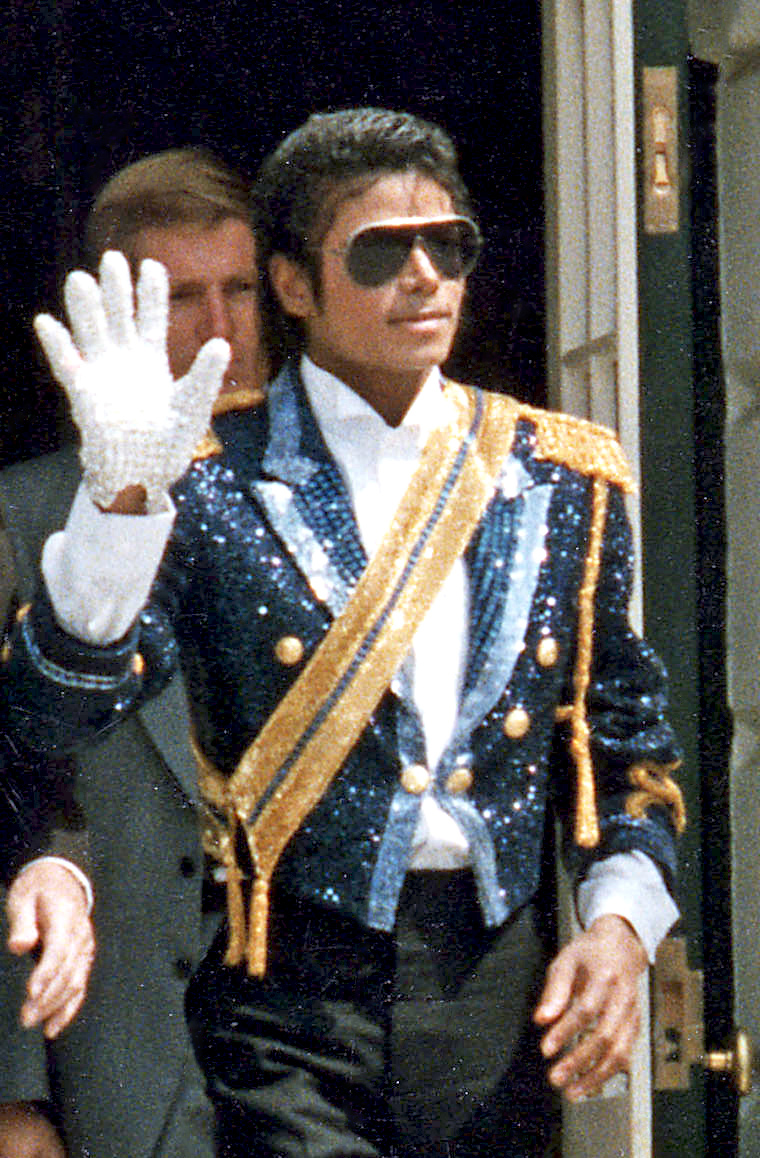
Michael Jackson († 2009)

- 2009: Michael Jackson, US-amerikanischer Sänger, Songwriter und Entertainer
- 2011: Friedrich Adrario, österreichischer Offizier

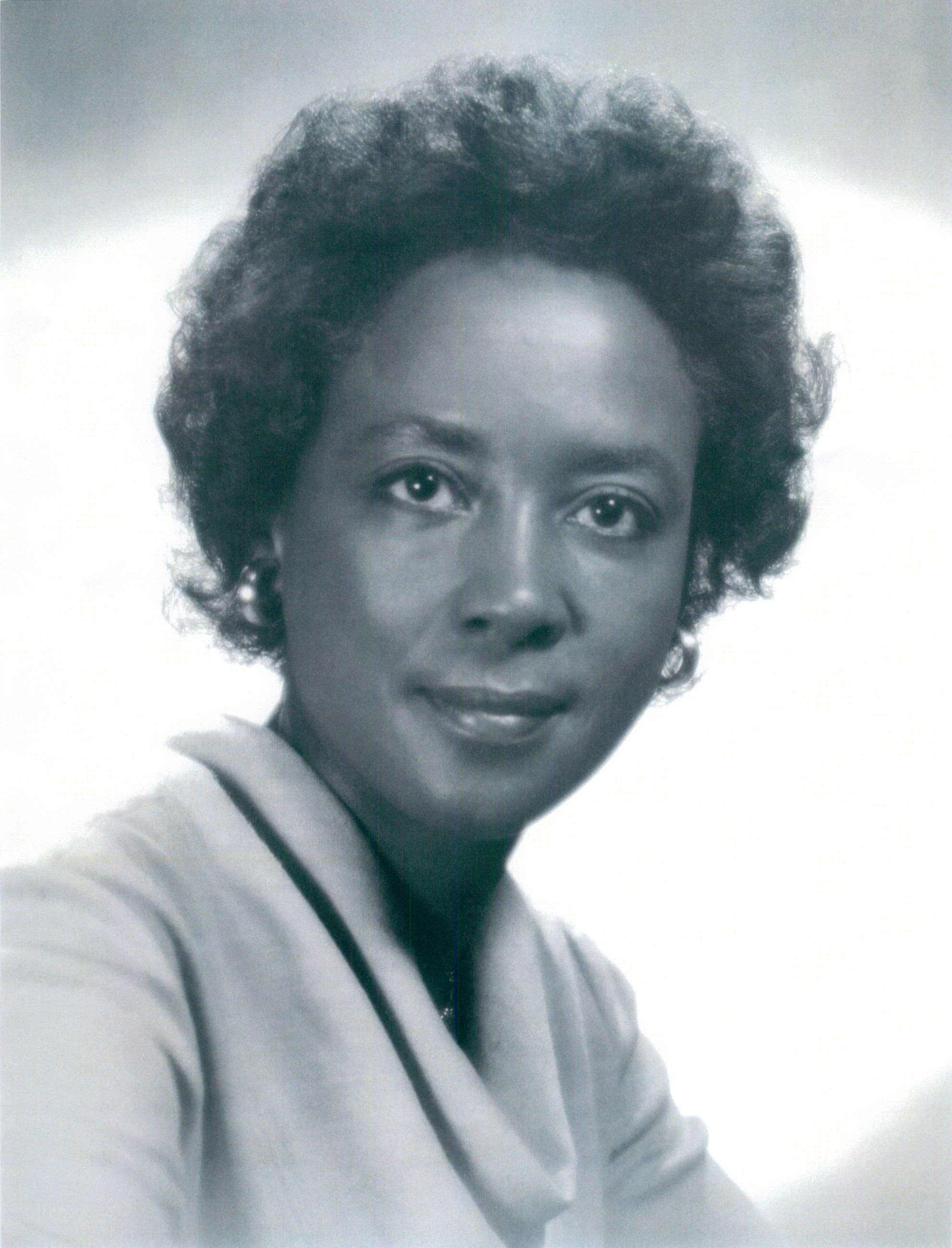
Annie Easley († 2011)

- 2011: Annie Easley, US-amerikanische Mathematikerin und Raketenwissenschaftlerin
- 2011: Fritz Morf, Schweizer Fußballspieler
- 2012: Doris Schade, deutsche Schauspielerin
- 2014: Harry Arlt, deutscher Fußballspieler
- 2014: Ana María Matute, spanische Schriftstellerin
- 2015: Patrick Macnee, britisch-US-amerikanischer Schauspieler
- 2015: Hans-Jochen Tschiche, deutscher Bürgerrechtler und Politiker, Mitglied der Volkskammer, MdB, MdL
- 2016: Peter Asmussen, dänischer Schriftsteller, Dramatiker und Drehbuchautor
- 2016: Manfred Deix, österreichischer Karikaturist und Autor
- 2016: Jim Hickman, US-amerikanischer Baseballspieler
- 2016ː Anne-Marie Rey, Schweizer Frauenrechtlerin und Politikerin
- 2017: Félix Mourinho, portugiesischer Fußballspieler und -trainer
- 2017: Tono Eitel, deutscher Jurist und Diplomat
- 2017: Alexandra Kassen, deutsche Theaterleiterin
- 2018: David Goldblatt, südafrikanischer Fotograf
- 2018: Bo Nilsson, schwedischer Komponist
- 2018: Artur Pommerenke, deutscher Politiker
- 2019: Henriette Cohen, französische Holocaustüberlebende
- 2019: Kevin McKenna, nordirischer Paramilitär

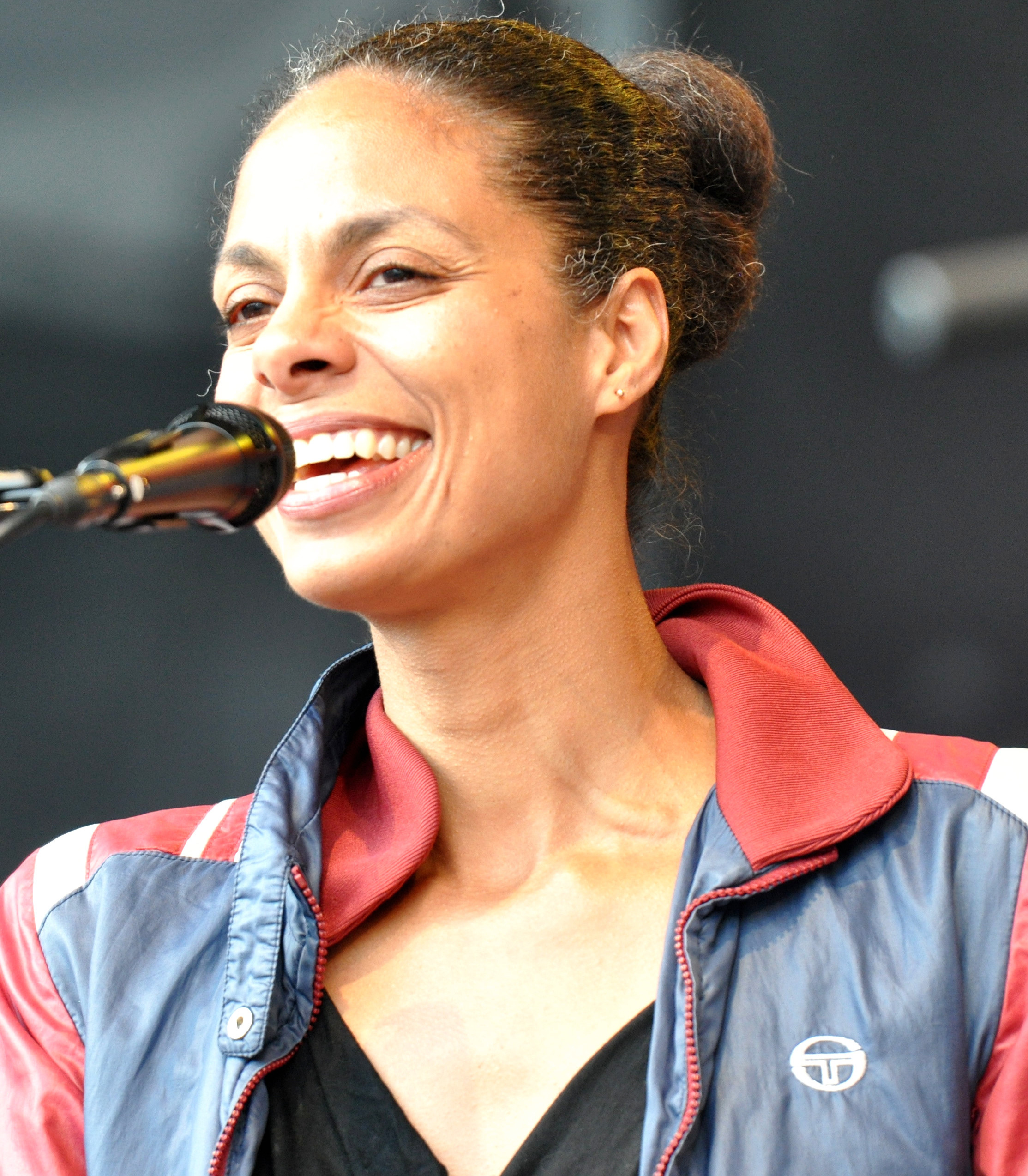
Astrid North († 2019)

- 2019: Astrid North, deutsche Sängerin
- 2020: Jacques Coursil, französischer Linguist und Jazztrompeter
- 2020: Peter Toschek, deutscher Physiker
- 2021: Serge Buttet, französischer Schwimmer
- 2022: Michael Baker-Harber, britischer Segler
- 2022: Dietmar Streitler, österreichischer Ringer
- 2022: Kim Weber, finnischer Segler
- 2022: William Woolsey, US-amerikanischer Schwimmer
- 2023: John B. Goodenough, US-amerikanischer Physiker und Materialwissenschaftler
- 2024: Bill Cobbs, US-amerikanischer Schauspieler

## Feier- und Gedenktage
- Kirchliche Gedenktage
  - Gedenktag der Confessio Augustana (evangelisch)
  - Prosper Tiro von Aquitanien, römischer Laienbruder und Dichter (evangelisch, römisch-katholisch)
- Namenstage
  - Dorothea, Heinrich, Wilhelm
- Staatliche Feier- und Gedenktage
  - Mosambik: Unabhängigkeit von Portugal (1975)
  - Slowenien: Unabhängigkeit von Jugoslawien (1991)
- Weitere Informationen zum Tag
  - Tag des Seefahrers (IMO)

Weitere Einträge enthält die Liste von Gedenk- und Aktionstagen.